# Mat aidé
Le mat aidé est un énoncé de problème d'échecs dans lequel les deux camps collaborent pour mater le roi noir dans un nombre de coups donné.

## Définition
Généralement, on parle d'aidé en n coups (h#n, pour helpmate en anglais ou Hilfsmatt en allemand), n étant le nombre de coups à accomplir jusqu'au mat.
Dans ce type de problème, ce sont les noirs qui commencent, et ceux-ci doivent aider les blancs à mater leur propre roi. Les règles orthodoxes sont toutefois en vigueur, ainsi tout échec doit être paré. Attention toutefois, du fait que ce sont les noirs qui commencent, la notation est inversée. Ainsi 1.Fb7-c8 Th2-b2+ indique que ce sont les noirs qui bougent leur fou de b7 en c8 et les blancs leur tour de h2 en b2, faisant échec au roi par la même occasion, tout ceci pour le premier coup initié.
Ce genre illustre très bien le côté artistique du problème d'échecs, puisque l'objectif normal de la partie d'échecs (mater l'adversaire et ne pas se faire mater soi-même) est remplacé par une collaboration entre les deux camps dans le but de mater le roi noir.
Un mat aidé n'est considéré comme un problème féerique que si en plus de son énoncé particulier il utilise une pièce féerique ou une condition féerique. Lorsqu'un mat aidé respecte toutes les règles d'échecs orthodoxes, il s'agit d'un problème hétérodoxe.

## Exemple de problème
| Z. Maslar · Die Schwalbe, 1981 \| \| a \| b \| c \| d \| e \| f \| g \| h \| \| \| 8 \| Cavalier blanc sur case blanche a6 · Dame noire sur case noire g3 · Roi blanc sur case noire d2 · Roi noir sur case blanche g2 · Fou noir sur case blanche d1 \| Cavalier blanc sur case blanche a6 · Dame noire sur case noire g3 · Roi blanc sur case noire d2 · Roi noir sur case blanche g2 · Fou noir sur case blanche d1 \| Cavalier blanc sur case blanche a6 · Dame noire sur case noire g3 · Roi blanc sur case noire d2 · Roi noir sur case blanche g2 · Fou noir sur case blanche d1 \| Cavalier blanc sur case blanche a6 · Dame noire sur case noire g3 · Roi blanc sur case noire d2 · Roi noir sur case blanche g2 · Fou noir sur case blanche d1 \| Cavalier blanc sur case blanche a6 · Dame noire sur case noire g3 · Roi blanc sur case noire d2 · Roi noir sur case blanche g2 · Fou noir sur case blanche d1 \| Cavalier blanc sur case blanche a6 · Dame noire sur case noire g3 · Roi blanc sur case noire d2 · Roi noir sur case blanche g2 · Fou noir sur case blanche d1 \| Cavalier blanc sur case blanche a6 · Dame noire sur case noire g3 · Roi blanc sur case noire d2 · Roi noir sur case blanche g2 · Fou noir sur case blanche d1 \| Cavalier blanc sur case blanche a6 · Dame noire sur case noire g3 · Roi blanc sur case noire d2 · Roi noir sur case blanche g2 · Fou noir sur case blanche d1 \| 8 \| \| 7 \| Cavalier blanc sur case blanche a6 · Dame noire sur case noire g3 · Roi blanc sur case noire d2 · Roi noir sur case blanche g2 · Fou noir sur case blanche d1 \| Cavalier blanc sur case blanche a6 · Dame noire sur case noire g3 · Roi blanc sur case noire d2 · Roi noir sur case blanche g2 · Fou noir sur case blanche d1 \| Cavalier blanc sur case blanche a6 · Dame noire sur case noire g3 · Roi blanc sur case noire d2 · Roi noir sur case blanche g2 · Fou noir sur case blanche d1 \| Cavalier blanc sur case blanche a6 · Dame noire sur case noire g3 · Roi blanc sur case noire d2 · Roi noir sur case blanche g2 · Fou noir sur case blanche d1 \| Cavalier blanc sur case blanche a6 · Dame noire sur case noire g3 · Roi blanc sur case noire d2 · Roi noir sur case blanche g2 · Fou noir sur case blanche d1 \| Cavalier blanc sur case blanche a6 · Dame noire sur case noire g3 · Roi blanc sur case noire d2 · Roi noir sur case blanche g2 · Fou noir sur case blanche d1 \| Cavalier blanc sur case blanche a6 · Dame noire sur case noire g3 · Roi blanc sur case noire d2 · Roi noir sur case blanche g2 · Fou noir sur case blanche d1 \| Cavalier blanc sur case blanche a6 · Dame noire sur case noire g3 · Roi blanc sur case noire d2 · Roi noir sur case blanche g2 · Fou noir sur case blanche d1 \| 7 \| \| 6 \| Cavalier blanc sur case blanche a6 · Dame noire sur case noire g3 · Roi blanc sur case noire d2 · Roi noir sur case blanche g2 · Fou noir sur case blanche d1 \| Cavalier blanc sur case blanche a6 · Dame noire sur case noire g3 · Roi blanc sur case noire d2 · Roi noir sur case blanche g2 · Fou noir sur case blanche d1 \| Cavalier blanc sur case blanche a6 · Dame noire sur case noire g3 · Roi blanc sur case noire d2 · Roi noir sur case blanche g2 · Fou noir sur case blanche d1 \| Cavalier blanc sur case blanche a6 · Dame noire sur case noire g3 · Roi blanc sur case noire d2 · Roi noir sur case blanche g2 · Fou noir sur case blanche d1 \| Cavalier blanc sur case blanche a6 · Dame noire sur case noire g3 · Roi blanc sur case noire d2 · Roi noir sur case blanche g2 · Fou noir sur case blanche d1 \| Cavalier blanc sur case blanche a6 · Dame noire sur case noire g3 · Roi blanc sur case noire d2 · Roi noir sur case blanche g2 · Fou noir sur case blanche d1 \| Cavalier blanc sur case blanche a6 · Dame noire sur case noire g3 · Roi blanc sur case noire d2 · Roi noir sur case blanche g2 · Fou noir sur case blanche d1 \| Cavalier blanc sur case blanche a6 · Dame noire sur case noire g3 · Roi blanc sur case noire d2 · Roi noir sur case blanche g2 · Fou noir sur case blanche d1 \| 6 \| \| 5 \| Cavalier blanc sur case blanche a6 · Dame noire sur case noire g3 · Roi blanc sur case noire d2 · Roi noir sur case blanche g2 · Fou noir sur case blanche d1 \| Cavalier blanc sur case blanche a6 · Dame noire sur case noire g3 · Roi blanc sur case noire d2 · Roi noir sur case blanche g2 · Fou noir sur case blanche d1 \| Cavalier blanc sur case blanche a6 · Dame noire sur case noire g3 · Roi blanc sur case noire d2 · Roi noir sur case blanche g2 · Fou noir sur case blanche d1 \| Cavalier blanc sur case blanche a6 · Dame noire sur case noire g3 · Roi blanc sur case noire d2 · Roi noir sur case blanche g2 · Fou noir sur case blanche d1 \| Cavalier blanc sur case blanche a6 · Dame noire sur case noire g3 · Roi blanc sur case noire d2 · Roi noir sur case blanche g2 · Fou noir sur case blanche d1 \| Cavalier blanc sur case blanche a6 · Dame noire sur case noire g3 · Roi blanc sur case noire d2 · Roi noir sur case blanche g2 · Fou noir sur case blanche d1 \| Cavalier blanc sur case blanche a6 · Dame noire sur case noire g3 · Roi blanc sur case noire d2 · Roi noir sur case blanche g2 · Fou noir sur case blanche d1 \| Cavalier blanc sur case blanche a6 · Dame noire sur case noire g3 · Roi blanc sur case noire d2 · Roi noir sur case blanche g2 · Fou noir sur case blanche d1 \| 5 \| \| 4 \| Cavalier blanc sur case blanche a6 · Dame noire sur case noire g3 · Roi blanc sur case noire d2 · Roi noir sur case blanche g2 · Fou noir sur case blanche d1 \| Cavalier blanc sur case blanche a6 · Dame noire sur case noire g3 · Roi blanc sur case noire d2 · Roi noir sur case blanche g2 · Fou noir sur case blanche d1 \| Cavalier blanc sur case blanche a6 · Dame noire sur case noire g3 · Roi blanc sur case noire d2 · Roi noir sur case blanche g2 · Fou noir sur case blanche d1 \| Cavalier blanc sur case blanche a6 · Dame noire sur case noire g3 · Roi blanc sur case noire d2 · Roi noir sur case blanche g2 · Fou noir sur case blanche d1 \| Cavalier blanc sur case blanche a6 · Dame noire sur case noire g3 · Roi blanc sur case noire d2 · Roi noir sur case blanche g2 · Fou noir sur case blanche d1 \| Cavalier blanc sur case blanche a6 · Dame noire sur case noire g3 · Roi blanc sur case noire d2 · Roi noir sur case blanche g2 · Fou noir sur case blanche d1 \| Cavalier blanc sur case blanche a6 · Dame noire sur case noire g3 · Roi blanc sur case noire d2 · Roi noir sur case blanche g2 · Fou noir sur case blanche d1 \| Cavalier blanc sur case blanche a6 · Dame noire sur case noire g3 · Roi blanc sur case noire d2 · Roi noir sur case blanche g2 · Fou noir sur case blanche d1 \| 4 \| \| 3 \| Cavalier blanc sur case blanche a6 · Dame noire sur case noire g3 · Roi blanc sur case noire d2 · Roi noir sur case blanche g2 · Fou noir sur case blanche d1 \| Cavalier blanc sur case blanche a6 · Dame noire sur case noire g3 · Roi blanc sur case noire d2 · Roi noir sur case blanche g2 · Fou noir sur case blanche d1 \| Cavalier blanc sur case blanche a6 · Dame noire sur case noire g3 · Roi blanc sur case noire d2 · Roi noir sur case blanche g2 · Fou noir sur case blanche d1 \| Cavalier blanc sur case blanche a6 · Dame noire sur case noire g3 · Roi blanc sur case noire d2 · Roi noir sur case blanche g2 · Fou noir sur case blanche d1 \| Cavalier blanc sur case blanche a6 · Dame noire sur case noire g3 · Roi blanc sur case noire d2 · Roi noir sur case blanche g2 · Fou noir sur case blanche d1 \| Cavalier blanc sur case blanche a6 · Dame noire sur case noire g3 · Roi blanc sur case noire d2 · Roi noir sur case blanche g2 · Fou noir sur case blanche d1 \| Cavalier blanc sur case blanche a6 · Dame noire sur case noire g3 · Roi blanc sur case noire d2 · Roi noir sur case blanche g2 · Fou noir sur case blanche d1 \| Cavalier blanc sur case blanche a6 · Dame noire sur case noire g3 · Roi blanc sur case noire d2 · Roi noir sur case blanche g2 · Fou noir sur case blanche d1 \| 3 \| \| 2 \| Cavalier blanc sur case blanche a6 · Dame noire sur case noire g3 · Roi blanc sur case noire d2 · Roi noir sur case blanche g2 · Fou noir sur case blanche d1 \| Cavalier blanc sur case blanche a6 · Dame noire sur case noire g3 · Roi blanc sur case noire d2 · Roi noir sur case blanche g2 · Fou noir sur case blanche d1 \| Cavalier blanc sur case blanche a6 · Dame noire sur case noire g3 · Roi blanc sur case noire d2 · Roi noir sur case blanche g2 · Fou noir sur case blanche d1 \| Cavalier blanc sur case blanche a6 · Dame noire sur case noire g3 · Roi blanc sur case noire d2 · Roi noir sur case blanche g2 · Fou noir sur case blanche d1 \| Cavalier blanc sur case blanche a6 · Dame noire sur case noire g3 · Roi blanc sur case noire d2 · Roi noir sur case blanche g2 · Fou noir sur case blanche d1 \| Cavalier blanc sur case blanche a6 · Dame noire sur case noire g3 · Roi blanc sur case noire d2 · Roi noir sur case blanche g2 · Fou noir sur case blanche d1 \| Cavalier blanc sur case blanche a6 · Dame noire sur case noire g3 · Roi blanc sur case noire d2 · Roi noir sur case blanche g2 · Fou noir sur case blanche d1 \| Cavalier blanc sur case blanche a6 · Dame noire sur case noire g3 · Roi blanc sur case noire d2 · Roi noir sur case blanche g2 · Fou noir sur case blanche d1 \| 2 \| \| 1 \| Cavalier blanc sur case blanche a6 · Dame noire sur case noire g3 · Roi blanc sur case noire d2 · Roi noir sur case blanche g2 · Fou noir sur case blanche d1 \| Cavalier blanc sur case blanche a6 · Dame noire sur case noire g3 · Roi blanc sur case noire d2 · Roi noir sur case blanche g2 · Fou noir sur case blanche d1 \| Cavalier blanc sur case blanche a6 · Dame noire sur case noire g3 · Roi blanc sur case noire d2 · Roi noir sur case blanche g2 · Fou noir sur case blanche d1 \| Cavalier blanc sur case blanche a6 · Dame noire sur case noire g3 · Roi blanc sur case noire d2 · Roi noir sur case blanche g2 · Fou noir sur case blanche d1 \| Cavalier blanc sur case blanche a6 · Dame noire sur case noire g3 · Roi blanc sur case noire d2 · Roi noir sur case blanche g2 · Fou noir sur case blanche d1 \| Cavalier blanc sur case blanche a6 · Dame noire sur case noire g3 · Roi blanc sur case noire d2 · Roi noir sur case blanche g2 · Fou noir sur case blanche d1 \| Cavalier blanc sur case blanche a6 · Dame noire sur case noire g3 · Roi blanc sur case noire d2 · Roi noir sur case blanche g2 · Fou noir sur case blanche d1 \| Cavalier blanc sur case blanche a6 · Dame noire sur case noire g3 · Roi blanc sur case noire d2 · Roi noir sur case blanche g2 · Fou noir sur case blanche d1 \| 1 \| \| \| a \| b \| c \| d \| e \| f \| g \| h \| \| Mat aidé en 8 coups (h#8). | - Solution : 1.Rf3 Rd3 2.Fb3 Rc3 3.Re4+ Rd2 4.Rd4 Re2 5.Rc3 Cb4 6.Rb2 Rd2 7.Ra1 Rc1 8.Fa2 Cc2#                                                                | | | | | | | |   |
| | a | b | c | d | e | f | g | h |   |
| 8 | Cavalier blanc sur case blanche a6 · Dame noire sur case noire g3 · Roi blanc sur case noire d2 · Roi noir sur case blanche g2 · Fou noir sur case blanche d1 | Cavalier blanc sur case blanche a6 · Dame noire sur case noire g3 · Roi blanc sur case noire d2 · Roi noir sur case blanche g2 · Fou noir sur case blanche d1 | Cavalier blanc sur case blanche a6 · Dame noire sur case noire g3 · Roi blanc sur case noire d2 · Roi noir sur case blanche g2 · Fou noir sur case blanche d1 | Cavalier blanc sur case blanche a6 · Dame noire sur case noire g3 · Roi blanc sur case noire d2 · Roi noir sur case blanche g2 · Fou noir sur case blanche d1 | Cavalier blanc sur case blanche a6 · Dame noire sur case noire g3 · Roi blanc sur case noire d2 · Roi noir sur case blanche g2 · Fou noir sur case blanche d1 | Cavalier blanc sur case blanche a6 · Dame noire sur case noire g3 · Roi blanc sur case noire d2 · Roi noir sur case blanche g2 · Fou noir sur case blanche d1 | Cavalier blanc sur case blanche a6 · Dame noire sur case noire g3 · Roi blanc sur case noire d2 · Roi noir sur case blanche g2 · Fou noir sur case blanche d1 | Cavalier blanc sur case blanche a6 · Dame noire sur case noire g3 · Roi blanc sur case noire d2 · Roi noir sur case blanche g2 · Fou noir sur case blanche d1 | 8 |
| 7 | Cavalier blanc sur case blanche a6 · Dame noire sur case noire g3 · Roi blanc sur case noire d2 · Roi noir sur case blanche g2 · Fou noir sur case blanche d1 | Cavalier blanc sur case blanche a6 · Dame noire sur case noire g3 · Roi blanc sur case noire d2 · Roi noir sur case blanche g2 · Fou noir sur case blanche d1 | Cavalier blanc sur case blanche a6 · Dame noire sur case noire g3 · Roi blanc sur case noire d2 · Roi noir sur case blanche g2 · Fou noir sur case blanche d1 | Cavalier blanc sur case blanche a6 · Dame noire sur case noire g3 · Roi blanc sur case noire d2 · Roi noir sur case blanche g2 · Fou noir sur case blanche d1 | Cavalier blanc sur case blanche a6 · Dame noire sur case noire g3 · Roi blanc sur case noire d2 · Roi noir sur case blanche g2 · Fou noir sur case blanche d1 | Cavalier blanc sur case blanche a6 · Dame noire sur case noire g3 · Roi blanc sur case noire d2 · Roi noir sur case blanche g2 · Fou noir sur case blanche d1 | Cavalier blanc sur case blanche a6 · Dame noire sur case noire g3 · Roi blanc sur case noire d2 · Roi noir sur case blanche g2 · Fou noir sur case blanche d1 | Cavalier blanc sur case blanche a6 · Dame noire sur case noire g3 · Roi blanc sur case noire d2 · Roi noir sur case blanche g2 · Fou noir sur case blanche d1 | 7 |
| 6 | Cavalier blanc sur case blanche a6 · Dame noire sur case noire g3 · Roi blanc sur case noire d2 · Roi noir sur case blanche g2 · Fou noir sur case blanche d1 | Cavalier blanc sur case blanche a6 · Dame noire sur case noire g3 · Roi blanc sur case noire d2 · Roi noir sur case blanche g2 · Fou noir sur case blanche d1 | Cavalier blanc sur case blanche a6 · Dame noire sur case noire g3 · Roi blanc sur case noire d2 · Roi noir sur case blanche g2 · Fou noir sur case blanche d1 | Cavalier blanc sur case blanche a6 · Dame noire sur case noire g3 · Roi blanc sur case noire d2 · Roi noir sur case blanche g2 · Fou noir sur case blanche d1 | Cavalier blanc sur case blanche a6 · Dame noire sur case noire g3 · Roi blanc sur case noire d2 · Roi noir sur case blanche g2 · Fou noir sur case blanche d1 | Cavalier blanc sur case blanche a6 · Dame noire sur case noire g3 · Roi blanc sur case noire d2 · Roi noir sur case blanche g2 · Fou noir sur case blanche d1 | Cavalier blanc sur case blanche a6 · Dame noire sur case noire g3 · Roi blanc sur case noire d2 · Roi noir sur case blanche g2 · Fou noir sur case blanche d1 | Cavalier blanc sur case blanche a6 · Dame noire sur case noire g3 · Roi blanc sur case noire d2 · Roi noir sur case blanche g2 · Fou noir sur case blanche d1 | 6 |
| 5 | Cavalier blanc sur case blanche a6 · Dame noire sur case noire g3 · Roi blanc sur case noire d2 · Roi noir sur case blanche g2 · Fou noir sur case blanche d1 | Cavalier blanc sur case blanche a6 · Dame noire sur case noire g3 · Roi blanc sur case noire d2 · Roi noir sur case blanche g2 · Fou noir sur case blanche d1 | Cavalier blanc sur case blanche a6 · Dame noire sur case noire g3 · Roi blanc sur case noire d2 · Roi noir sur case blanche g2 · Fou noir sur case blanche d1 | Cavalier blanc sur case blanche a6 · Dame noire sur case noire g3 · Roi blanc sur case noire d2 · Roi noir sur case blanche g2 · Fou noir sur case blanche d1 | Cavalier blanc sur case blanche a6 · Dame noire sur case noire g3 · Roi blanc sur case noire d2 · Roi noir sur case blanche g2 · Fou noir sur case blanche d1 | Cavalier blanc sur case blanche a6 · Dame noire sur case noire g3 · Roi blanc sur case noire d2 · Roi noir sur case blanche g2 · Fou noir sur case blanche d1 | Cavalier blanc sur case blanche a6 · Dame noire sur case noire g3 · Roi blanc sur case noire d2 · Roi noir sur case blanche g2 · Fou noir sur case blanche d1 | Cavalier blanc sur case blanche a6 · Dame noire sur case noire g3 · Roi blanc sur case noire d2 · Roi noir sur case blanche g2 · Fou noir sur case blanche d1 | 5 |
| 4 | Cavalier blanc sur case blanche a6 · Dame noire sur case noire g3 · Roi blanc sur case noire d2 · Roi noir sur case blanche g2 · Fou noir sur case blanche d1 | Cavalier blanc sur case blanche a6 · Dame noire sur case noire g3 · Roi blanc sur case noire d2 · Roi noir sur case blanche g2 · Fou noir sur case blanche d1 | Cavalier blanc sur case blanche a6 · Dame noire sur case noire g3 · Roi blanc sur case noire d2 · Roi noir sur case blanche g2 · Fou noir sur case blanche d1 | Cavalier blanc sur case blanche a6 · Dame noire sur case noire g3 · Roi blanc sur case noire d2 · Roi noir sur case blanche g2 · Fou noir sur case blanche d1 | Cavalier blanc sur case blanche a6 · Dame noire sur case noire g3 · Roi blanc sur case noire d2 · Roi noir sur case blanche g2 · Fou noir sur case blanche d1 | Cavalier blanc sur case blanche a6 · Dame noire sur case noire g3 · Roi blanc sur case noire d2 · Roi noir sur case blanche g2 · Fou noir sur case blanche d1 | Cavalier blanc sur case blanche a6 · Dame noire sur case noire g3 · Roi blanc sur case noire d2 · Roi noir sur case blanche g2 · Fou noir sur case blanche d1 | Cavalier blanc sur case blanche a6 · Dame noire sur case noire g3 · Roi blanc sur case noire d2 · Roi noir sur case blanche g2 · Fou noir sur case blanche d1 | 4 |
| 3 | Cavalier blanc sur case blanche a6 · Dame noire sur case noire g3 · Roi blanc sur case noire d2 · Roi noir sur case blanche g2 · Fou noir sur case blanche d1 | Cavalier blanc sur case blanche a6 · Dame noire sur case noire g3 · Roi blanc sur case noire d2 · Roi noir sur case blanche g2 · Fou noir sur case blanche d1 | Cavalier blanc sur case blanche a6 · Dame noire sur case noire g3 · Roi blanc sur case noire d2 · Roi noir sur case blanche g2 · Fou noir sur case blanche d1 | Cavalier blanc sur case blanche a6 · Dame noire sur case noire g3 · Roi blanc sur case noire d2 · Roi noir sur case blanche g2 · Fou noir sur case blanche d1 | Cavalier blanc sur case blanche a6 · Dame noire sur case noire g3 · Roi blanc sur case noire d2 · Roi noir sur case blanche g2 · Fou noir sur case blanche d1 | Cavalier blanc sur case blanche a6 · Dame noire sur case noire g3 · Roi blanc sur case noire d2 · Roi noir sur case blanche g2 · Fou noir sur case blanche d1 | Cavalier blanc sur case blanche a6 · Dame noire sur case noire g3 · Roi blanc sur case noire d2 · Roi noir sur case blanche g2 · Fou noir sur case blanche d1 | Cavalier blanc sur case blanche a6 · Dame noire sur case noire g3 · Roi blanc sur case noire d2 · Roi noir sur case blanche g2 · Fou noir sur case blanche d1 | 3 |
| 2 | Cavalier blanc sur case blanche a6 · Dame noire sur case noire g3 · Roi blanc sur case noire d2 · Roi noir sur case blanche g2 · Fou noir sur case blanche d1 | Cavalier blanc sur case blanche a6 · Dame noire sur case noire g3 · Roi blanc sur case noire d2 · Roi noir sur case blanche g2 · Fou noir sur case blanche d1 | Cavalier blanc sur case blanche a6 · Dame noire sur case noire g3 · Roi blanc sur case noire d2 · Roi noir sur case blanche g2 · Fou noir sur case blanche d1 | Cavalier blanc sur case blanche a6 · Dame noire sur case noire g3 · Roi blanc sur case noire d2 · Roi noir sur case blanche g2 · Fou noir sur case blanche d1 | Cavalier blanc sur case blanche a6 · Dame noire sur case noire g3 · Roi blanc sur case noire d2 · Roi noir sur case blanche g2 · Fou noir sur case blanche d1 | Cavalier blanc sur case blanche a6 · Dame noire sur case noire g3 · Roi blanc sur case noire d2 · Roi noir sur case blanche g2 · Fou noir sur case blanche d1 | Cavalier blanc sur case blanche a6 · Dame noire sur case noire g3 · Roi blanc sur case noire d2 · Roi noir sur case blanche g2 · Fou noir sur case blanche d1 | Cavalier blanc sur case blanche a6 · Dame noire sur case noire g3 · Roi blanc sur case noire d2 · Roi noir sur case blanche g2 · Fou noir sur case blanche d1 | 2 |
| 1 | Cavalier blanc sur case blanche a6 · Dame noire sur case noire g3 · Roi blanc sur case noire d2 · Roi noir sur case blanche g2 · Fou noir sur case blanche d1 | Cavalier blanc sur case blanche a6 · Dame noire sur case noire g3 · Roi blanc sur case noire d2 · Roi noir sur case blanche g2 · Fou noir sur case blanche d1 | Cavalier blanc sur case blanche a6 · Dame noire sur case noire g3 · Roi blanc sur case noire d2 · Roi noir sur case blanche g2 · Fou noir sur case blanche d1 | Cavalier blanc sur case blanche a6 · Dame noire sur case noire g3 · Roi blanc sur case noire d2 · Roi noir sur case blanche g2 · Fou noir sur case blanche d1 | Cavalier blanc sur case blanche a6 · Dame noire sur case noire g3 · Roi blanc sur case noire d2 · Roi noir sur case blanche g2 · Fou noir sur case blanche d1 | Cavalier blanc sur case blanche a6 · Dame noire sur case noire g3 · Roi blanc sur case noire d2 · Roi noir sur case blanche g2 · Fou noir sur case blanche d1 | Cavalier blanc sur case blanche a6 · Dame noire sur case noire g3 · Roi blanc sur case noire d2 · Roi noir sur case blanche g2 · Fou noir sur case blanche d1 | Cavalier blanc sur case blanche a6 · Dame noire sur case noire g3 · Roi blanc sur case noire d2 · Roi noir sur case blanche g2 · Fou noir sur case blanche d1 | 1 |
| | a | b | c | d | e | f | g | h |   |

## Mat aidé duplex
Dans le mat aidé duplex, il y a deux solutions, une première solution dans laquelle ce sont les noirs qui jouent le premier coup et aident les blancs à les mater ; et une seconde solution dans laquelle ce sont les blancs qui jouent le premier coup et aident les noirs à les mater.

### Exemple de mat aidé duplex
| Milan Vukčević · CHM avec 6 pièces Bad Pyrmont, 1996 \| \| a \| b \| c \| d \| e \| f \| g \| h \| \| \| 8 \| Roi blanc sur case blanche e8 · Cavalier noir sur case noire h8 · Pion blanc sur case blanche d7 · Pion blanc sur case blanche f7 · Roi noir sur case blanche e6 · Pion noir sur case blanche d5 \| Roi blanc sur case blanche e8 · Cavalier noir sur case noire h8 · Pion blanc sur case blanche d7 · Pion blanc sur case blanche f7 · Roi noir sur case blanche e6 · Pion noir sur case blanche d5 \| Roi blanc sur case blanche e8 · Cavalier noir sur case noire h8 · Pion blanc sur case blanche d7 · Pion blanc sur case blanche f7 · Roi noir sur case blanche e6 · Pion noir sur case blanche d5 \| Roi blanc sur case blanche e8 · Cavalier noir sur case noire h8 · Pion blanc sur case blanche d7 · Pion blanc sur case blanche f7 · Roi noir sur case blanche e6 · Pion noir sur case blanche d5 \| Roi blanc sur case blanche e8 · Cavalier noir sur case noire h8 · Pion blanc sur case blanche d7 · Pion blanc sur case blanche f7 · Roi noir sur case blanche e6 · Pion noir sur case blanche d5 \| Roi blanc sur case blanche e8 · Cavalier noir sur case noire h8 · Pion blanc sur case blanche d7 · Pion blanc sur case blanche f7 · Roi noir sur case blanche e6 · Pion noir sur case blanche d5 \| Roi blanc sur case blanche e8 · Cavalier noir sur case noire h8 · Pion blanc sur case blanche d7 · Pion blanc sur case blanche f7 · Roi noir sur case blanche e6 · Pion noir sur case blanche d5 \| Roi blanc sur case blanche e8 · Cavalier noir sur case noire h8 · Pion blanc sur case blanche d7 · Pion blanc sur case blanche f7 · Roi noir sur case blanche e6 · Pion noir sur case blanche d5 \| 8 \| \| 7 \| Roi blanc sur case blanche e8 · Cavalier noir sur case noire h8 · Pion blanc sur case blanche d7 · Pion blanc sur case blanche f7 · Roi noir sur case blanche e6 · Pion noir sur case blanche d5 \| Roi blanc sur case blanche e8 · Cavalier noir sur case noire h8 · Pion blanc sur case blanche d7 · Pion blanc sur case blanche f7 · Roi noir sur case blanche e6 · Pion noir sur case blanche d5 \| Roi blanc sur case blanche e8 · Cavalier noir sur case noire h8 · Pion blanc sur case blanche d7 · Pion blanc sur case blanche f7 · Roi noir sur case blanche e6 · Pion noir sur case blanche d5 \| Roi blanc sur case blanche e8 · Cavalier noir sur case noire h8 · Pion blanc sur case blanche d7 · Pion blanc sur case blanche f7 · Roi noir sur case blanche e6 · Pion noir sur case blanche d5 \| Roi blanc sur case blanche e8 · Cavalier noir sur case noire h8 · Pion blanc sur case blanche d7 · Pion blanc sur case blanche f7 · Roi noir sur case blanche e6 · Pion noir sur case blanche d5 \| Roi blanc sur case blanche e8 · Cavalier noir sur case noire h8 · Pion blanc sur case blanche d7 · Pion blanc sur case blanche f7 · Roi noir sur case blanche e6 · Pion noir sur case blanche d5 \| Roi blanc sur case blanche e8 · Cavalier noir sur case noire h8 · Pion blanc sur case blanche d7 · Pion blanc sur case blanche f7 · Roi noir sur case blanche e6 · Pion noir sur case blanche d5 \| Roi blanc sur case blanche e8 · Cavalier noir sur case noire h8 · Pion blanc sur case blanche d7 · Pion blanc sur case blanche f7 · Roi noir sur case blanche e6 · Pion noir sur case blanche d5 \| 7 \| \| 6 \| Roi blanc sur case blanche e8 · Cavalier noir sur case noire h8 · Pion blanc sur case blanche d7 · Pion blanc sur case blanche f7 · Roi noir sur case blanche e6 · Pion noir sur case blanche d5 \| Roi blanc sur case blanche e8 · Cavalier noir sur case noire h8 · Pion blanc sur case blanche d7 · Pion blanc sur case blanche f7 · Roi noir sur case blanche e6 · Pion noir sur case blanche d5 \| Roi blanc sur case blanche e8 · Cavalier noir sur case noire h8 · Pion blanc sur case blanche d7 · Pion blanc sur case blanche f7 · Roi noir sur case blanche e6 · Pion noir sur case blanche d5 \| Roi blanc sur case blanche e8 · Cavalier noir sur case noire h8 · Pion blanc sur case blanche d7 · Pion blanc sur case blanche f7 · Roi noir sur case blanche e6 · Pion noir sur case blanche d5 \| Roi blanc sur case blanche e8 · Cavalier noir sur case noire h8 · Pion blanc sur case blanche d7 · Pion blanc sur case blanche f7 · Roi noir sur case blanche e6 · Pion noir sur case blanche d5 \| Roi blanc sur case blanche e8 · Cavalier noir sur case noire h8 · Pion blanc sur case blanche d7 · Pion blanc sur case blanche f7 · Roi noir sur case blanche e6 · Pion noir sur case blanche d5 \| Roi blanc sur case blanche e8 · Cavalier noir sur case noire h8 · Pion blanc sur case blanche d7 · Pion blanc sur case blanche f7 · Roi noir sur case blanche e6 · Pion noir sur case blanche d5 \| Roi blanc sur case blanche e8 · Cavalier noir sur case noire h8 · Pion blanc sur case blanche d7 · Pion blanc sur case blanche f7 · Roi noir sur case blanche e6 · Pion noir sur case blanche d5 \| 6 \| \| 5 \| Roi blanc sur case blanche e8 · Cavalier noir sur case noire h8 · Pion blanc sur case blanche d7 · Pion blanc sur case blanche f7 · Roi noir sur case blanche e6 · Pion noir sur case blanche d5 \| Roi blanc sur case blanche e8 · Cavalier noir sur case noire h8 · Pion blanc sur case blanche d7 · Pion blanc sur case blanche f7 · Roi noir sur case blanche e6 · Pion noir sur case blanche d5 \| Roi blanc sur case blanche e8 · Cavalier noir sur case noire h8 · Pion blanc sur case blanche d7 · Pion blanc sur case blanche f7 · Roi noir sur case blanche e6 · Pion noir sur case blanche d5 \| Roi blanc sur case blanche e8 · Cavalier noir sur case noire h8 · Pion blanc sur case blanche d7 · Pion blanc sur case blanche f7 · Roi noir sur case blanche e6 · Pion noir sur case blanche d5 \| Roi blanc sur case blanche e8 · Cavalier noir sur case noire h8 · Pion blanc sur case blanche d7 · Pion blanc sur case blanche f7 · Roi noir sur case blanche e6 · Pion noir sur case blanche d5 \| Roi blanc sur case blanche e8 · Cavalier noir sur case noire h8 · Pion blanc sur case blanche d7 · Pion blanc sur case blanche f7 · Roi noir sur case blanche e6 · Pion noir sur case blanche d5 \| Roi blanc sur case blanche e8 · Cavalier noir sur case noire h8 · Pion blanc sur case blanche d7 · Pion blanc sur case blanche f7 · Roi noir sur case blanche e6 · Pion noir sur case blanche d5 \| Roi blanc sur case blanche e8 · Cavalier noir sur case noire h8 · Pion blanc sur case blanche d7 · Pion blanc sur case blanche f7 · Roi noir sur case blanche e6 · Pion noir sur case blanche d5 \| 5 \| \| 4 \| Roi blanc sur case blanche e8 · Cavalier noir sur case noire h8 · Pion blanc sur case blanche d7 · Pion blanc sur case blanche f7 · Roi noir sur case blanche e6 · Pion noir sur case blanche d5 \| Roi blanc sur case blanche e8 · Cavalier noir sur case noire h8 · Pion blanc sur case blanche d7 · Pion blanc sur case blanche f7 · Roi noir sur case blanche e6 · Pion noir sur case blanche d5 \| Roi blanc sur case blanche e8 · Cavalier noir sur case noire h8 · Pion blanc sur case blanche d7 · Pion blanc sur case blanche f7 · Roi noir sur case blanche e6 · Pion noir sur case blanche d5 \| Roi blanc sur case blanche e8 · Cavalier noir sur case noire h8 · Pion blanc sur case blanche d7 · Pion blanc sur case blanche f7 · Roi noir sur case blanche e6 · Pion noir sur case blanche d5 \| Roi blanc sur case blanche e8 · Cavalier noir sur case noire h8 · Pion blanc sur case blanche d7 · Pion blanc sur case blanche f7 · Roi noir sur case blanche e6 · Pion noir sur case blanche d5 \| Roi blanc sur case blanche e8 · Cavalier noir sur case noire h8 · Pion blanc sur case blanche d7 · Pion blanc sur case blanche f7 · Roi noir sur case blanche e6 · Pion noir sur case blanche d5 \| Roi blanc sur case blanche e8 · Cavalier noir sur case noire h8 · Pion blanc sur case blanche d7 · Pion blanc sur case blanche f7 · Roi noir sur case blanche e6 · Pion noir sur case blanche d5 \| Roi blanc sur case blanche e8 · Cavalier noir sur case noire h8 · Pion blanc sur case blanche d7 · Pion blanc sur case blanche f7 · Roi noir sur case blanche e6 · Pion noir sur case blanche d5 \| 4 \| \| 3 \| Roi blanc sur case blanche e8 · Cavalier noir sur case noire h8 · Pion blanc sur case blanche d7 · Pion blanc sur case blanche f7 · Roi noir sur case blanche e6 · Pion noir sur case blanche d5 \| Roi blanc sur case blanche e8 · Cavalier noir sur case noire h8 · Pion blanc sur case blanche d7 · Pion blanc sur case blanche f7 · Roi noir sur case blanche e6 · Pion noir sur case blanche d5 \| Roi blanc sur case blanche e8 · Cavalier noir sur case noire h8 · Pion blanc sur case blanche d7 · Pion blanc sur case blanche f7 · Roi noir sur case blanche e6 · Pion noir sur case blanche d5 \| Roi blanc sur case blanche e8 · Cavalier noir sur case noire h8 · Pion blanc sur case blanche d7 · Pion blanc sur case blanche f7 · Roi noir sur case blanche e6 · Pion noir sur case blanche d5 \| Roi blanc sur case blanche e8 · Cavalier noir sur case noire h8 · Pion blanc sur case blanche d7 · Pion blanc sur case blanche f7 · Roi noir sur case blanche e6 · Pion noir sur case blanche d5 \| Roi blanc sur case blanche e8 · Cavalier noir sur case noire h8 · Pion blanc sur case blanche d7 · Pion blanc sur case blanche f7 · Roi noir sur case blanche e6 · Pion noir sur case blanche d5 \| Roi blanc sur case blanche e8 · Cavalier noir sur case noire h8 · Pion blanc sur case blanche d7 · Pion blanc sur case blanche f7 · Roi noir sur case blanche e6 · Pion noir sur case blanche d5 \| Roi blanc sur case blanche e8 · Cavalier noir sur case noire h8 · Pion blanc sur case blanche d7 · Pion blanc sur case blanche f7 · Roi noir sur case blanche e6 · Pion noir sur case blanche d5 \| 3 \| \| 2 \| Roi blanc sur case blanche e8 · Cavalier noir sur case noire h8 · Pion blanc sur case blanche d7 · Pion blanc sur case blanche f7 · Roi noir sur case blanche e6 · Pion noir sur case blanche d5 \| Roi blanc sur case blanche e8 · Cavalier noir sur case noire h8 · Pion blanc sur case blanche d7 · Pion blanc sur case blanche f7 · Roi noir sur case blanche e6 · Pion noir sur case blanche d5 \| Roi blanc sur case blanche e8 · Cavalier noir sur case noire h8 · Pion blanc sur case blanche d7 · Pion blanc sur case blanche f7 · Roi noir sur case blanche e6 · Pion noir sur case blanche d5 \| Roi blanc sur case blanche e8 · Cavalier noir sur case noire h8 · Pion blanc sur case blanche d7 · Pion blanc sur case blanche f7 · Roi noir sur case blanche e6 · Pion noir sur case blanche d5 \| Roi blanc sur case blanche e8 · Cavalier noir sur case noire h8 · Pion blanc sur case blanche d7 · Pion blanc sur case blanche f7 · Roi noir sur case blanche e6 · Pion noir sur case blanche d5 \| Roi blanc sur case blanche e8 · Cavalier noir sur case noire h8 · Pion blanc sur case blanche d7 · Pion blanc sur case blanche f7 · Roi noir sur case blanche e6 · Pion noir sur case blanche d5 \| Roi blanc sur case blanche e8 · Cavalier noir sur case noire h8 · Pion blanc sur case blanche d7 · Pion blanc sur case blanche f7 · Roi noir sur case blanche e6 · Pion noir sur case blanche d5 \| Roi blanc sur case blanche e8 · Cavalier noir sur case noire h8 · Pion blanc sur case blanche d7 · Pion blanc sur case blanche f7 · Roi noir sur case blanche e6 · Pion noir sur case blanche d5 \| 2 \| \| 1 \| Roi blanc sur case blanche e8 · Cavalier noir sur case noire h8 · Pion blanc sur case blanche d7 · Pion blanc sur case blanche f7 · Roi noir sur case blanche e6 · Pion noir sur case blanche d5 \| Roi blanc sur case blanche e8 · Cavalier noir sur case noire h8 · Pion blanc sur case blanche d7 · Pion blanc sur case blanche f7 · Roi noir sur case blanche e6 · Pion noir sur case blanche d5 \| Roi blanc sur case blanche e8 · Cavalier noir sur case noire h8 · Pion blanc sur case blanche d7 · Pion blanc sur case blanche f7 · Roi noir sur case blanche e6 · Pion noir sur case blanche d5 \| Roi blanc sur case blanche e8 · Cavalier noir sur case noire h8 · Pion blanc sur case blanche d7 · Pion blanc sur case blanche f7 · Roi noir sur case blanche e6 · Pion noir sur case blanche d5 \| Roi blanc sur case blanche e8 · Cavalier noir sur case noire h8 · Pion blanc sur case blanche d7 · Pion blanc sur case blanche f7 · Roi noir sur case blanche e6 · Pion noir sur case blanche d5 \| Roi blanc sur case blanche e8 · Cavalier noir sur case noire h8 · Pion blanc sur case blanche d7 · Pion blanc sur case blanche f7 · Roi noir sur case blanche e6 · Pion noir sur case blanche d5 \| Roi blanc sur case blanche e8 · Cavalier noir sur case noire h8 · Pion blanc sur case blanche d7 · Pion blanc sur case blanche f7 · Roi noir sur case blanche e6 · Pion noir sur case blanche d5 \| Roi blanc sur case blanche e8 · Cavalier noir sur case noire h8 · Pion blanc sur case blanche d7 · Pion blanc sur case blanche f7 · Roi noir sur case blanche e6 · Pion noir sur case blanche d5 \| 1 \| \| \| a \| b \| c \| d \| e \| f \| g \| h \| \| Mat aidé en deux coups : a) Les Noirs jouent et les Blancs matent ; b) Les Blancs jouent et les Noirs matent. | - Solution a : 1. Cg6 f8D 2. Ce5 d8C mat - Solution b : 1. f8T Cf7 2. d8F Cd6 mat | | | | | | | |   |
| | a | b | c | d | e | f | g | h |   |
| 8 | Roi blanc sur case blanche e8 · Cavalier noir sur case noire h8 · Pion blanc sur case blanche d7 · Pion blanc sur case blanche f7 · Roi noir sur case blanche e6 · Pion noir sur case blanche d5 | Roi blanc sur case blanche e8 · Cavalier noir sur case noire h8 · Pion blanc sur case blanche d7 · Pion blanc sur case blanche f7 · Roi noir sur case blanche e6 · Pion noir sur case blanche d5 | Roi blanc sur case blanche e8 · Cavalier noir sur case noire h8 · Pion blanc sur case blanche d7 · Pion blanc sur case blanche f7 · Roi noir sur case blanche e6 · Pion noir sur case blanche d5 | Roi blanc sur case blanche e8 · Cavalier noir sur case noire h8 · Pion blanc sur case blanche d7 · Pion blanc sur case blanche f7 · Roi noir sur case blanche e6 · Pion noir sur case blanche d5 | Roi blanc sur case blanche e8 · Cavalier noir sur case noire h8 · Pion blanc sur case blanche d7 · Pion blanc sur case blanche f7 · Roi noir sur case blanche e6 · Pion noir sur case blanche d5 | Roi blanc sur case blanche e8 · Cavalier noir sur case noire h8 · Pion blanc sur case blanche d7 · Pion blanc sur case blanche f7 · Roi noir sur case blanche e6 · Pion noir sur case blanche d5 | Roi blanc sur case blanche e8 · Cavalier noir sur case noire h8 · Pion blanc sur case blanche d7 · Pion blanc sur case blanche f7 · Roi noir sur case blanche e6 · Pion noir sur case blanche d5 | Roi blanc sur case blanche e8 · Cavalier noir sur case noire h8 · Pion blanc sur case blanche d7 · Pion blanc sur case blanche f7 · Roi noir sur case blanche e6 · Pion noir sur case blanche d5 | 8 |
| 7 | Roi blanc sur case blanche e8 · Cavalier noir sur case noire h8 · Pion blanc sur case blanche d7 · Pion blanc sur case blanche f7 · Roi noir sur case blanche e6 · Pion noir sur case blanche d5 | Roi blanc sur case blanche e8 · Cavalier noir sur case noire h8 · Pion blanc sur case blanche d7 · Pion blanc sur case blanche f7 · Roi noir sur case blanche e6 · Pion noir sur case blanche d5 | Roi blanc sur case blanche e8 · Cavalier noir sur case noire h8 · Pion blanc sur case blanche d7 · Pion blanc sur case blanche f7 · Roi noir sur case blanche e6 · Pion noir sur case blanche d5 | Roi blanc sur case blanche e8 · Cavalier noir sur case noire h8 · Pion blanc sur case blanche d7 · Pion blanc sur case blanche f7 · Roi noir sur case blanche e6 · Pion noir sur case blanche d5 | Roi blanc sur case blanche e8 · Cavalier noir sur case noire h8 · Pion blanc sur case blanche d7 · Pion blanc sur case blanche f7 · Roi noir sur case blanche e6 · Pion noir sur case blanche d5 | Roi blanc sur case blanche e8 · Cavalier noir sur case noire h8 · Pion blanc sur case blanche d7 · Pion blanc sur case blanche f7 · Roi noir sur case blanche e6 · Pion noir sur case blanche d5 | Roi blanc sur case blanche e8 · Cavalier noir sur case noire h8 · Pion blanc sur case blanche d7 · Pion blanc sur case blanche f7 · Roi noir sur case blanche e6 · Pion noir sur case blanche d5 | Roi blanc sur case blanche e8 · Cavalier noir sur case noire h8 · Pion blanc sur case blanche d7 · Pion blanc sur case blanche f7 · Roi noir sur case blanche e6 · Pion noir sur case blanche d5 | 7 |
| 6 | Roi blanc sur case blanche e8 · Cavalier noir sur case noire h8 · Pion blanc sur case blanche d7 · Pion blanc sur case blanche f7 · Roi noir sur case blanche e6 · Pion noir sur case blanche d5 | Roi blanc sur case blanche e8 · Cavalier noir sur case noire h8 · Pion blanc sur case blanche d7 · Pion blanc sur case blanche f7 · Roi noir sur case blanche e6 · Pion noir sur case blanche d5 | Roi blanc sur case blanche e8 · Cavalier noir sur case noire h8 · Pion blanc sur case blanche d7 · Pion blanc sur case blanche f7 · Roi noir sur case blanche e6 · Pion noir sur case blanche d5 | Roi blanc sur case blanche e8 · Cavalier noir sur case noire h8 · Pion blanc sur case blanche d7 · Pion blanc sur case blanche f7 · Roi noir sur case blanche e6 · Pion noir sur case blanche d5 | Roi blanc sur case blanche e8 · Cavalier noir sur case noire h8 · Pion blanc sur case blanche d7 · Pion blanc sur case blanche f7 · Roi noir sur case blanche e6 · Pion noir sur case blanche d5 | Roi blanc sur case blanche e8 · Cavalier noir sur case noire h8 · Pion blanc sur case blanche d7 · Pion blanc sur case blanche f7 · Roi noir sur case blanche e6 · Pion noir sur case blanche d5 | Roi blanc sur case blanche e8 · Cavalier noir sur case noire h8 · Pion blanc sur case blanche d7 · Pion blanc sur case blanche f7 · Roi noir sur case blanche e6 · Pion noir sur case blanche d5 | Roi blanc sur case blanche e8 · Cavalier noir sur case noire h8 · Pion blanc sur case blanche d7 · Pion blanc sur case blanche f7 · Roi noir sur case blanche e6 · Pion noir sur case blanche d5 | 6 |
| 5 | Roi blanc sur case blanche e8 · Cavalier noir sur case noire h8 · Pion blanc sur case blanche d7 · Pion blanc sur case blanche f7 · Roi noir sur case blanche e6 · Pion noir sur case blanche d5 | Roi blanc sur case blanche e8 · Cavalier noir sur case noire h8 · Pion blanc sur case blanche d7 · Pion blanc sur case blanche f7 · Roi noir sur case blanche e6 · Pion noir sur case blanche d5 | Roi blanc sur case blanche e8 · Cavalier noir sur case noire h8 · Pion blanc sur case blanche d7 · Pion blanc sur case blanche f7 · Roi noir sur case blanche e6 · Pion noir sur case blanche d5 | Roi blanc sur case blanche e8 · Cavalier noir sur case noire h8 · Pion blanc sur case blanche d7 · Pion blanc sur case blanche f7 · Roi noir sur case blanche e6 · Pion noir sur case blanche d5 | Roi blanc sur case blanche e8 · Cavalier noir sur case noire h8 · Pion blanc sur case blanche d7 · Pion blanc sur case blanche f7 · Roi noir sur case blanche e6 · Pion noir sur case blanche d5 | Roi blanc sur case blanche e8 · Cavalier noir sur case noire h8 · Pion blanc sur case blanche d7 · Pion blanc sur case blanche f7 · Roi noir sur case blanche e6 · Pion noir sur case blanche d5 | Roi blanc sur case blanche e8 · Cavalier noir sur case noire h8 · Pion blanc sur case blanche d7 · Pion blanc sur case blanche f7 · Roi noir sur case blanche e6 · Pion noir sur case blanche d5 | Roi blanc sur case blanche e8 · Cavalier noir sur case noire h8 · Pion blanc sur case blanche d7 · Pion blanc sur case blanche f7 · Roi noir sur case blanche e6 · Pion noir sur case blanche d5 | 5 |
| 4 | Roi blanc sur case blanche e8 · Cavalier noir sur case noire h8 · Pion blanc sur case blanche d7 · Pion blanc sur case blanche f7 · Roi noir sur case blanche e6 · Pion noir sur case blanche d5 | Roi blanc sur case blanche e8 · Cavalier noir sur case noire h8 · Pion blanc sur case blanche d7 · Pion blanc sur case blanche f7 · Roi noir sur case blanche e6 · Pion noir sur case blanche d5 | Roi blanc sur case blanche e8 · Cavalier noir sur case noire h8 · Pion blanc sur case blanche d7 · Pion blanc sur case blanche f7 · Roi noir sur case blanche e6 · Pion noir sur case blanche d5 | Roi blanc sur case blanche e8 · Cavalier noir sur case noire h8 · Pion blanc sur case blanche d7 · Pion blanc sur case blanche f7 · Roi noir sur case blanche e6 · Pion noir sur case blanche d5 | Roi blanc sur case blanche e8 · Cavalier noir sur case noire h8 · Pion blanc sur case blanche d7 · Pion blanc sur case blanche f7 · Roi noir sur case blanche e6 · Pion noir sur case blanche d5 | Roi blanc sur case blanche e8 · Cavalier noir sur case noire h8 · Pion blanc sur case blanche d7 · Pion blanc sur case blanche f7 · Roi noir sur case blanche e6 · Pion noir sur case blanche d5 | Roi blanc sur case blanche e8 · Cavalier noir sur case noire h8 · Pion blanc sur case blanche d7 · Pion blanc sur case blanche f7 · Roi noir sur case blanche e6 · Pion noir sur case blanche d5 | Roi blanc sur case blanche e8 · Cavalier noir sur case noire h8 · Pion blanc sur case blanche d7 · Pion blanc sur case blanche f7 · Roi noir sur case blanche e6 · Pion noir sur case blanche d5 | 4 |
| 3 | Roi blanc sur case blanche e8 · Cavalier noir sur case noire h8 · Pion blanc sur case blanche d7 · Pion blanc sur case blanche f7 · Roi noir sur case blanche e6 · Pion noir sur case blanche d5 | Roi blanc sur case blanche e8 · Cavalier noir sur case noire h8 · Pion blanc sur case blanche d7 · Pion blanc sur case blanche f7 · Roi noir sur case blanche e6 · Pion noir sur case blanche d5 | Roi blanc sur case blanche e8 · Cavalier noir sur case noire h8 · Pion blanc sur case blanche d7 · Pion blanc sur case blanche f7 · Roi noir sur case blanche e6 · Pion noir sur case blanche d5 | Roi blanc sur case blanche e8 · Cavalier noir sur case noire h8 · Pion blanc sur case blanche d7 · Pion blanc sur case blanche f7 · Roi noir sur case blanche e6 · Pion noir sur case blanche d5 | Roi blanc sur case blanche e8 · Cavalier noir sur case noire h8 · Pion blanc sur case blanche d7 · Pion blanc sur case blanche f7 · Roi noir sur case blanche e6 · Pion noir sur case blanche d5 | Roi blanc sur case blanche e8 · Cavalier noir sur case noire h8 · Pion blanc sur case blanche d7 · Pion blanc sur case blanche f7 · Roi noir sur case blanche e6 · Pion noir sur case blanche d5 | Roi blanc sur case blanche e8 · Cavalier noir sur case noire h8 · Pion blanc sur case blanche d7 · Pion blanc sur case blanche f7 · Roi noir sur case blanche e6 · Pion noir sur case blanche d5 | Roi blanc sur case blanche e8 · Cavalier noir sur case noire h8 · Pion blanc sur case blanche d7 · Pion blanc sur case blanche f7 · Roi noir sur case blanche e6 · Pion noir sur case blanche d5 | 3 |
| 2 | Roi blanc sur case blanche e8 · Cavalier noir sur case noire h8 · Pion blanc sur case blanche d7 · Pion blanc sur case blanche f7 · Roi noir sur case blanche e6 · Pion noir sur case blanche d5 | Roi blanc sur case blanche e8 · Cavalier noir sur case noire h8 · Pion blanc sur case blanche d7 · Pion blanc sur case blanche f7 · Roi noir sur case blanche e6 · Pion noir sur case blanche d5 | Roi blanc sur case blanche e8 · Cavalier noir sur case noire h8 · Pion blanc sur case blanche d7 · Pion blanc sur case blanche f7 · Roi noir sur case blanche e6 · Pion noir sur case blanche d5 | Roi blanc sur case blanche e8 · Cavalier noir sur case noire h8 · Pion blanc sur case blanche d7 · Pion blanc sur case blanche f7 · Roi noir sur case blanche e6 · Pion noir sur case blanche d5 | Roi blanc sur case blanche e8 · Cavalier noir sur case noire h8 · Pion blanc sur case blanche d7 · Pion blanc sur case blanche f7 · Roi noir sur case blanche e6 · Pion noir sur case blanche d5 | Roi blanc sur case blanche e8 · Cavalier noir sur case noire h8 · Pion blanc sur case blanche d7 · Pion blanc sur case blanche f7 · Roi noir sur case blanche e6 · Pion noir sur case blanche d5 | Roi blanc sur case blanche e8 · Cavalier noir sur case noire h8 · Pion blanc sur case blanche d7 · Pion blanc sur case blanche f7 · Roi noir sur case blanche e6 · Pion noir sur case blanche d5 | Roi blanc sur case blanche e8 · Cavalier noir sur case noire h8 · Pion blanc sur case blanche d7 · Pion blanc sur case blanche f7 · Roi noir sur case blanche e6 · Pion noir sur case blanche d5 | 2 |
| 1 | Roi blanc sur case blanche e8 · Cavalier noir sur case noire h8 · Pion blanc sur case blanche d7 · Pion blanc sur case blanche f7 · Roi noir sur case blanche e6 · Pion noir sur case blanche d5 | Roi blanc sur case blanche e8 · Cavalier noir sur case noire h8 · Pion blanc sur case blanche d7 · Pion blanc sur case blanche f7 · Roi noir sur case blanche e6 · Pion noir sur case blanche d5 | Roi blanc sur case blanche e8 · Cavalier noir sur case noire h8 · Pion blanc sur case blanche d7 · Pion blanc sur case blanche f7 · Roi noir sur case blanche e6 · Pion noir sur case blanche d5 | Roi blanc sur case blanche e8 · Cavalier noir sur case noire h8 · Pion blanc sur case blanche d7 · Pion blanc sur case blanche f7 · Roi noir sur case blanche e6 · Pion noir sur case blanche d5 | Roi blanc sur case blanche e8 · Cavalier noir sur case noire h8 · Pion blanc sur case blanche d7 · Pion blanc sur case blanche f7 · Roi noir sur case blanche e6 · Pion noir sur case blanche d5 | Roi blanc sur case blanche e8 · Cavalier noir sur case noire h8 · Pion blanc sur case blanche d7 · Pion blanc sur case blanche f7 · Roi noir sur case blanche e6 · Pion noir sur case blanche d5 | Roi blanc sur case blanche e8 · Cavalier noir sur case noire h8 · Pion blanc sur case blanche d7 · Pion blanc sur case blanche f7 · Roi noir sur case blanche e6 · Pion noir sur case blanche d5 | Roi blanc sur case blanche e8 · Cavalier noir sur case noire h8 · Pion blanc sur case blanche d7 · Pion blanc sur case blanche f7 · Roi noir sur case blanche e6 · Pion noir sur case blanche d5 | 1 |
| | a | b | c | d | e | f | g | h |   |

## Mat aidé de série
Dans ce type de problème, les Noirs jouent n coups consécutifs, sans donner échec ni se mettre en échec, puis les Blancs donnent mat en un coup.

## Exemple de mat aidé de série
| Fadil Abdurahmanovic · Mat, 1982 \| \| a \| b \| c \| d \| e \| f \| g \| h \| \| \| 8 \| Dame blanche sur case noire h8 · Fou blanc sur case noire d6 · Tour blanche sur case blanche d5 · Pion blanc sur case noire e5 · Cavalier blanc sur case blanche f5 · Cavalier blanc sur case noire g5 · Roi noir sur case blanche g4 · Pion blanc sur case blanche d3 · Tour blanche sur case blanche f3 · Pion blanc sur case noire g3 · Fou noir sur case noire h2 · Roi blanc sur case noire e1 · Cavalier noir sur case noire g1 · Tour noire sur case blanche h1 \| Dame blanche sur case noire h8 · Fou blanc sur case noire d6 · Tour blanche sur case blanche d5 · Pion blanc sur case noire e5 · Cavalier blanc sur case blanche f5 · Cavalier blanc sur case noire g5 · Roi noir sur case blanche g4 · Pion blanc sur case blanche d3 · Tour blanche sur case blanche f3 · Pion blanc sur case noire g3 · Fou noir sur case noire h2 · Roi blanc sur case noire e1 · Cavalier noir sur case noire g1 · Tour noire sur case blanche h1 \| Dame blanche sur case noire h8 · Fou blanc sur case noire d6 · Tour blanche sur case blanche d5 · Pion blanc sur case noire e5 · Cavalier blanc sur case blanche f5 · Cavalier blanc sur case noire g5 · Roi noir sur case blanche g4 · Pion blanc sur case blanche d3 · Tour blanche sur case blanche f3 · Pion blanc sur case noire g3 · Fou noir sur case noire h2 · Roi blanc sur case noire e1 · Cavalier noir sur case noire g1 · Tour noire sur case blanche h1 \| Dame blanche sur case noire h8 · Fou blanc sur case noire d6 · Tour blanche sur case blanche d5 · Pion blanc sur case noire e5 · Cavalier blanc sur case blanche f5 · Cavalier blanc sur case noire g5 · Roi noir sur case blanche g4 · Pion blanc sur case blanche d3 · Tour blanche sur case blanche f3 · Pion blanc sur case noire g3 · Fou noir sur case noire h2 · Roi blanc sur case noire e1 · Cavalier noir sur case noire g1 · Tour noire sur case blanche h1 \| Dame blanche sur case noire h8 · Fou blanc sur case noire d6 · Tour blanche sur case blanche d5 · Pion blanc sur case noire e5 · Cavalier blanc sur case blanche f5 · Cavalier blanc sur case noire g5 · Roi noir sur case blanche g4 · Pion blanc sur case blanche d3 · Tour blanche sur case blanche f3 · Pion blanc sur case noire g3 · Fou noir sur case noire h2 · Roi blanc sur case noire e1 · Cavalier noir sur case noire g1 · Tour noire sur case blanche h1 \| Dame blanche sur case noire h8 · Fou blanc sur case noire d6 · Tour blanche sur case blanche d5 · Pion blanc sur case noire e5 · Cavalier blanc sur case blanche f5 · Cavalier blanc sur case noire g5 · Roi noir sur case blanche g4 · Pion blanc sur case blanche d3 · Tour blanche sur case blanche f3 · Pion blanc sur case noire g3 · Fou noir sur case noire h2 · Roi blanc sur case noire e1 · Cavalier noir sur case noire g1 · Tour noire sur case blanche h1 \| Dame blanche sur case noire h8 · Fou blanc sur case noire d6 · Tour blanche sur case blanche d5 · Pion blanc sur case noire e5 · Cavalier blanc sur case blanche f5 · Cavalier blanc sur case noire g5 · Roi noir sur case blanche g4 · Pion blanc sur case blanche d3 · Tour blanche sur case blanche f3 · Pion blanc sur case noire g3 · Fou noir sur case noire h2 · Roi blanc sur case noire e1 · Cavalier noir sur case noire g1 · Tour noire sur case blanche h1 \| Dame blanche sur case noire h8 · Fou blanc sur case noire d6 · Tour blanche sur case blanche d5 · Pion blanc sur case noire e5 · Cavalier blanc sur case blanche f5 · Cavalier blanc sur case noire g5 · Roi noir sur case blanche g4 · Pion blanc sur case blanche d3 · Tour blanche sur case blanche f3 · Pion blanc sur case noire g3 · Fou noir sur case noire h2 · Roi blanc sur case noire e1 · Cavalier noir sur case noire g1 · Tour noire sur case blanche h1 \| 8 \| \| 7 \| Dame blanche sur case noire h8 · Fou blanc sur case noire d6 · Tour blanche sur case blanche d5 · Pion blanc sur case noire e5 · Cavalier blanc sur case blanche f5 · Cavalier blanc sur case noire g5 · Roi noir sur case blanche g4 · Pion blanc sur case blanche d3 · Tour blanche sur case blanche f3 · Pion blanc sur case noire g3 · Fou noir sur case noire h2 · Roi blanc sur case noire e1 · Cavalier noir sur case noire g1 · Tour noire sur case blanche h1 \| Dame blanche sur case noire h8 · Fou blanc sur case noire d6 · Tour blanche sur case blanche d5 · Pion blanc sur case noire e5 · Cavalier blanc sur case blanche f5 · Cavalier blanc sur case noire g5 · Roi noir sur case blanche g4 · Pion blanc sur case blanche d3 · Tour blanche sur case blanche f3 · Pion blanc sur case noire g3 · Fou noir sur case noire h2 · Roi blanc sur case noire e1 · Cavalier noir sur case noire g1 · Tour noire sur case blanche h1 \| Dame blanche sur case noire h8 · Fou blanc sur case noire d6 · Tour blanche sur case blanche d5 · Pion blanc sur case noire e5 · Cavalier blanc sur case blanche f5 · Cavalier blanc sur case noire g5 · Roi noir sur case blanche g4 · Pion blanc sur case blanche d3 · Tour blanche sur case blanche f3 · Pion blanc sur case noire g3 · Fou noir sur case noire h2 · Roi blanc sur case noire e1 · Cavalier noir sur case noire g1 · Tour noire sur case blanche h1 \| Dame blanche sur case noire h8 · Fou blanc sur case noire d6 · Tour blanche sur case blanche d5 · Pion blanc sur case noire e5 · Cavalier blanc sur case blanche f5 · Cavalier blanc sur case noire g5 · Roi noir sur case blanche g4 · Pion blanc sur case blanche d3 · Tour blanche sur case blanche f3 · Pion blanc sur case noire g3 · Fou noir sur case noire h2 · Roi blanc sur case noire e1 · Cavalier noir sur case noire g1 · Tour noire sur case blanche h1 \| Dame blanche sur case noire h8 · Fou blanc sur case noire d6 · Tour blanche sur case blanche d5 · Pion blanc sur case noire e5 · Cavalier blanc sur case blanche f5 · Cavalier blanc sur case noire g5 · Roi noir sur case blanche g4 · Pion blanc sur case blanche d3 · Tour blanche sur case blanche f3 · Pion blanc sur case noire g3 · Fou noir sur case noire h2 · Roi blanc sur case noire e1 · Cavalier noir sur case noire g1 · Tour noire sur case blanche h1 \| Dame blanche sur case noire h8 · Fou blanc sur case noire d6 · Tour blanche sur case blanche d5 · Pion blanc sur case noire e5 · Cavalier blanc sur case blanche f5 · Cavalier blanc sur case noire g5 · Roi noir sur case blanche g4 · Pion blanc sur case blanche d3 · Tour blanche sur case blanche f3 · Pion blanc sur case noire g3 · Fou noir sur case noire h2 · Roi blanc sur case noire e1 · Cavalier noir sur case noire g1 · Tour noire sur case blanche h1 \| Dame blanche sur case noire h8 · Fou blanc sur case noire d6 · Tour blanche sur case blanche d5 · Pion blanc sur case noire e5 · Cavalier blanc sur case blanche f5 · Cavalier blanc sur case noire g5 · Roi noir sur case blanche g4 · Pion blanc sur case blanche d3 · Tour blanche sur case blanche f3 · Pion blanc sur case noire g3 · Fou noir sur case noire h2 · Roi blanc sur case noire e1 · Cavalier noir sur case noire g1 · Tour noire sur case blanche h1 \| Dame blanche sur case noire h8 · Fou blanc sur case noire d6 · Tour blanche sur case blanche d5 · Pion blanc sur case noire e5 · Cavalier blanc sur case blanche f5 · Cavalier blanc sur case noire g5 · Roi noir sur case blanche g4 · Pion blanc sur case blanche d3 · Tour blanche sur case blanche f3 · Pion blanc sur case noire g3 · Fou noir sur case noire h2 · Roi blanc sur case noire e1 · Cavalier noir sur case noire g1 · Tour noire sur case blanche h1 \| 7 \| \| 6 \| Dame blanche sur case noire h8 · Fou blanc sur case noire d6 · Tour blanche sur case blanche d5 · Pion blanc sur case noire e5 · Cavalier blanc sur case blanche f5 · Cavalier blanc sur case noire g5 · Roi noir sur case blanche g4 · Pion blanc sur case blanche d3 · Tour blanche sur case blanche f3 · Pion blanc sur case noire g3 · Fou noir sur case noire h2 · Roi blanc sur case noire e1 · Cavalier noir sur case noire g1 · Tour noire sur case blanche h1 \| Dame blanche sur case noire h8 · Fou blanc sur case noire d6 · Tour blanche sur case blanche d5 · Pion blanc sur case noire e5 · Cavalier blanc sur case blanche f5 · Cavalier blanc sur case noire g5 · Roi noir sur case blanche g4 · Pion blanc sur case blanche d3 · Tour blanche sur case blanche f3 · Pion blanc sur case noire g3 · Fou noir sur case noire h2 · Roi blanc sur case noire e1 · Cavalier noir sur case noire g1 · Tour noire sur case blanche h1 \| Dame blanche sur case noire h8 · Fou blanc sur case noire d6 · Tour blanche sur case blanche d5 · Pion blanc sur case noire e5 · Cavalier blanc sur case blanche f5 · Cavalier blanc sur case noire g5 · Roi noir sur case blanche g4 · Pion blanc sur case blanche d3 · Tour blanche sur case blanche f3 · Pion blanc sur case noire g3 · Fou noir sur case noire h2 · Roi blanc sur case noire e1 · Cavalier noir sur case noire g1 · Tour noire sur case blanche h1 \| Dame blanche sur case noire h8 · Fou blanc sur case noire d6 · Tour blanche sur case blanche d5 · Pion blanc sur case noire e5 · Cavalier blanc sur case blanche f5 · Cavalier blanc sur case noire g5 · Roi noir sur case blanche g4 · Pion blanc sur case blanche d3 · Tour blanche sur case blanche f3 · Pion blanc sur case noire g3 · Fou noir sur case noire h2 · Roi blanc sur case noire e1 · Cavalier noir sur case noire g1 · Tour noire sur case blanche h1 \| Dame blanche sur case noire h8 · Fou blanc sur case noire d6 · Tour blanche sur case blanche d5 · Pion blanc sur case noire e5 · Cavalier blanc sur case blanche f5 · Cavalier blanc sur case noire g5 · Roi noir sur case blanche g4 · Pion blanc sur case blanche d3 · Tour blanche sur case blanche f3 · Pion blanc sur case noire g3 · Fou noir sur case noire h2 · Roi blanc sur case noire e1 · Cavalier noir sur case noire g1 · Tour noire sur case blanche h1 \| Dame blanche sur case noire h8 · Fou blanc sur case noire d6 · Tour blanche sur case blanche d5 · Pion blanc sur case noire e5 · Cavalier blanc sur case blanche f5 · Cavalier blanc sur case noire g5 · Roi noir sur case blanche g4 · Pion blanc sur case blanche d3 · Tour blanche sur case blanche f3 · Pion blanc sur case noire g3 · Fou noir sur case noire h2 · Roi blanc sur case noire e1 · Cavalier noir sur case noire g1 · Tour noire sur case blanche h1 \| Dame blanche sur case noire h8 · Fou blanc sur case noire d6 · Tour blanche sur case blanche d5 · Pion blanc sur case noire e5 · Cavalier blanc sur case blanche f5 · Cavalier blanc sur case noire g5 · Roi noir sur case blanche g4 · Pion blanc sur case blanche d3 · Tour blanche sur case blanche f3 · Pion blanc sur case noire g3 · Fou noir sur case noire h2 · Roi blanc sur case noire e1 · Cavalier noir sur case noire g1 · Tour noire sur case blanche h1 \| Dame blanche sur case noire h8 · Fou blanc sur case noire d6 · Tour blanche sur case blanche d5 · Pion blanc sur case noire e5 · Cavalier blanc sur case blanche f5 · Cavalier blanc sur case noire g5 · Roi noir sur case blanche g4 · Pion blanc sur case blanche d3 · Tour blanche sur case blanche f3 · Pion blanc sur case noire g3 · Fou noir sur case noire h2 · Roi blanc sur case noire e1 · Cavalier noir sur case noire g1 · Tour noire sur case blanche h1 \| 6 \| \| 5 \| Dame blanche sur case noire h8 · Fou blanc sur case noire d6 · Tour blanche sur case blanche d5 · Pion blanc sur case noire e5 · Cavalier blanc sur case blanche f5 · Cavalier blanc sur case noire g5 · Roi noir sur case blanche g4 · Pion blanc sur case blanche d3 · Tour blanche sur case blanche f3 · Pion blanc sur case noire g3 · Fou noir sur case noire h2 · Roi blanc sur case noire e1 · Cavalier noir sur case noire g1 · Tour noire sur case blanche h1 \| Dame blanche sur case noire h8 · Fou blanc sur case noire d6 · Tour blanche sur case blanche d5 · Pion blanc sur case noire e5 · Cavalier blanc sur case blanche f5 · Cavalier blanc sur case noire g5 · Roi noir sur case blanche g4 · Pion blanc sur case blanche d3 · Tour blanche sur case blanche f3 · Pion blanc sur case noire g3 · Fou noir sur case noire h2 · Roi blanc sur case noire e1 · Cavalier noir sur case noire g1 · Tour noire sur case blanche h1 \| Dame blanche sur case noire h8 · Fou blanc sur case noire d6 · Tour blanche sur case blanche d5 · Pion blanc sur case noire e5 · Cavalier blanc sur case blanche f5 · Cavalier blanc sur case noire g5 · Roi noir sur case blanche g4 · Pion blanc sur case blanche d3 · Tour blanche sur case blanche f3 · Pion blanc sur case noire g3 · Fou noir sur case noire h2 · Roi blanc sur case noire e1 · Cavalier noir sur case noire g1 · Tour noire sur case blanche h1 \| Dame blanche sur case noire h8 · Fou blanc sur case noire d6 · Tour blanche sur case blanche d5 · Pion blanc sur case noire e5 · Cavalier blanc sur case blanche f5 · Cavalier blanc sur case noire g5 · Roi noir sur case blanche g4 · Pion blanc sur case blanche d3 · Tour blanche sur case blanche f3 · Pion blanc sur case noire g3 · Fou noir sur case noire h2 · Roi blanc sur case noire e1 · Cavalier noir sur case noire g1 · Tour noire sur case blanche h1 \| Dame blanche sur case noire h8 · Fou blanc sur case noire d6 · Tour blanche sur case blanche d5 · Pion blanc sur case noire e5 · Cavalier blanc sur case blanche f5 · Cavalier blanc sur case noire g5 · Roi noir sur case blanche g4 · Pion blanc sur case blanche d3 · Tour blanche sur case blanche f3 · Pion blanc sur case noire g3 · Fou noir sur case noire h2 · Roi blanc sur case noire e1 · Cavalier noir sur case noire g1 · Tour noire sur case blanche h1 \| Dame blanche sur case noire h8 · Fou blanc sur case noire d6 · Tour blanche sur case blanche d5 · Pion blanc sur case noire e5 · Cavalier blanc sur case blanche f5 · Cavalier blanc sur case noire g5 · Roi noir sur case blanche g4 · Pion blanc sur case blanche d3 · Tour blanche sur case blanche f3 · Pion blanc sur case noire g3 · Fou noir sur case noire h2 · Roi blanc sur case noire e1 · Cavalier noir sur case noire g1 · Tour noire sur case blanche h1 \| Dame blanche sur case noire h8 · Fou blanc sur case noire d6 · Tour blanche sur case blanche d5 · Pion blanc sur case noire e5 · Cavalier blanc sur case blanche f5 · Cavalier blanc sur case noire g5 · Roi noir sur case blanche g4 · Pion blanc sur case blanche d3 · Tour blanche sur case blanche f3 · Pion blanc sur case noire g3 · Fou noir sur case noire h2 · Roi blanc sur case noire e1 · Cavalier noir sur case noire g1 · Tour noire sur case blanche h1 \| Dame blanche sur case noire h8 · Fou blanc sur case noire d6 · Tour blanche sur case blanche d5 · Pion blanc sur case noire e5 · Cavalier blanc sur case blanche f5 · Cavalier blanc sur case noire g5 · Roi noir sur case blanche g4 · Pion blanc sur case blanche d3 · Tour blanche sur case blanche f3 · Pion blanc sur case noire g3 · Fou noir sur case noire h2 · Roi blanc sur case noire e1 · Cavalier noir sur case noire g1 · Tour noire sur case blanche h1 \| 5 \| \| 4 \| Dame blanche sur case noire h8 · Fou blanc sur case noire d6 · Tour blanche sur case blanche d5 · Pion blanc sur case noire e5 · Cavalier blanc sur case blanche f5 · Cavalier blanc sur case noire g5 · Roi noir sur case blanche g4 · Pion blanc sur case blanche d3 · Tour blanche sur case blanche f3 · Pion blanc sur case noire g3 · Fou noir sur case noire h2 · Roi blanc sur case noire e1 · Cavalier noir sur case noire g1 · Tour noire sur case blanche h1 \| Dame blanche sur case noire h8 · Fou blanc sur case noire d6 · Tour blanche sur case blanche d5 · Pion blanc sur case noire e5 · Cavalier blanc sur case blanche f5 · Cavalier blanc sur case noire g5 · Roi noir sur case blanche g4 · Pion blanc sur case blanche d3 · Tour blanche sur case blanche f3 · Pion blanc sur case noire g3 · Fou noir sur case noire h2 · Roi blanc sur case noire e1 · Cavalier noir sur case noire g1 · Tour noire sur case blanche h1 \| Dame blanche sur case noire h8 · Fou blanc sur case noire d6 · Tour blanche sur case blanche d5 · Pion blanc sur case noire e5 · Cavalier blanc sur case blanche f5 · Cavalier blanc sur case noire g5 · Roi noir sur case blanche g4 · Pion blanc sur case blanche d3 · Tour blanche sur case blanche f3 · Pion blanc sur case noire g3 · Fou noir sur case noire h2 · Roi blanc sur case noire e1 · Cavalier noir sur case noire g1 · Tour noire sur case blanche h1 \| Dame blanche sur case noire h8 · Fou blanc sur case noire d6 · Tour blanche sur case blanche d5 · Pion blanc sur case noire e5 · Cavalier blanc sur case blanche f5 · Cavalier blanc sur case noire g5 · Roi noir sur case blanche g4 · Pion blanc sur case blanche d3 · Tour blanche sur case blanche f3 · Pion blanc sur case noire g3 · Fou noir sur case noire h2 · Roi blanc sur case noire e1 · Cavalier noir sur case noire g1 · Tour noire sur case blanche h1 \| Dame blanche sur case noire h8 · Fou blanc sur case noire d6 · Tour blanche sur case blanche d5 · Pion blanc sur case noire e5 · Cavalier blanc sur case blanche f5 · Cavalier blanc sur case noire g5 · Roi noir sur case blanche g4 · Pion blanc sur case blanche d3 · Tour blanche sur case blanche f3 · Pion blanc sur case noire g3 · Fou noir sur case noire h2 · Roi blanc sur case noire e1 · Cavalier noir sur case noire g1 · Tour noire sur case blanche h1 \| Dame blanche sur case noire h8 · Fou blanc sur case noire d6 · Tour blanche sur case blanche d5 · Pion blanc sur case noire e5 · Cavalier blanc sur case blanche f5 · Cavalier blanc sur case noire g5 · Roi noir sur case blanche g4 · Pion blanc sur case blanche d3 · Tour blanche sur case blanche f3 · Pion blanc sur case noire g3 · Fou noir sur case noire h2 · Roi blanc sur case noire e1 · Cavalier noir sur case noire g1 · Tour noire sur case blanche h1 \| Dame blanche sur case noire h8 · Fou blanc sur case noire d6 · Tour blanche sur case blanche d5 · Pion blanc sur case noire e5 · Cavalier blanc sur case blanche f5 · Cavalier blanc sur case noire g5 · Roi noir sur case blanche g4 · Pion blanc sur case blanche d3 · Tour blanche sur case blanche f3 · Pion blanc sur case noire g3 · Fou noir sur case noire h2 · Roi blanc sur case noire e1 · Cavalier noir sur case noire g1 · Tour noire sur case blanche h1 \| Dame blanche sur case noire h8 · Fou blanc sur case noire d6 · Tour blanche sur case blanche d5 · Pion blanc sur case noire e5 · Cavalier blanc sur case blanche f5 · Cavalier blanc sur case noire g5 · Roi noir sur case blanche g4 · Pion blanc sur case blanche d3 · Tour blanche sur case blanche f3 · Pion blanc sur case noire g3 · Fou noir sur case noire h2 · Roi blanc sur case noire e1 · Cavalier noir sur case noire g1 · Tour noire sur case blanche h1 \| 4 \| \| 3 \| Dame blanche sur case noire h8 · Fou blanc sur case noire d6 · Tour blanche sur case blanche d5 · Pion blanc sur case noire e5 · Cavalier blanc sur case blanche f5 · Cavalier blanc sur case noire g5 · Roi noir sur case blanche g4 · Pion blanc sur case blanche d3 · Tour blanche sur case blanche f3 · Pion blanc sur case noire g3 · Fou noir sur case noire h2 · Roi blanc sur case noire e1 · Cavalier noir sur case noire g1 · Tour noire sur case blanche h1 \| Dame blanche sur case noire h8 · Fou blanc sur case noire d6 · Tour blanche sur case blanche d5 · Pion blanc sur case noire e5 · Cavalier blanc sur case blanche f5 · Cavalier blanc sur case noire g5 · Roi noir sur case blanche g4 · Pion blanc sur case blanche d3 · Tour blanche sur case blanche f3 · Pion blanc sur case noire g3 · Fou noir sur case noire h2 · Roi blanc sur case noire e1 · Cavalier noir sur case noire g1 · Tour noire sur case blanche h1 \| Dame blanche sur case noire h8 · Fou blanc sur case noire d6 · Tour blanche sur case blanche d5 · Pion blanc sur case noire e5 · Cavalier blanc sur case blanche f5 · Cavalier blanc sur case noire g5 · Roi noir sur case blanche g4 · Pion blanc sur case blanche d3 · Tour blanche sur case blanche f3 · Pion blanc sur case noire g3 · Fou noir sur case noire h2 · Roi blanc sur case noire e1 · Cavalier noir sur case noire g1 · Tour noire sur case blanche h1 \| Dame blanche sur case noire h8 · Fou blanc sur case noire d6 · Tour blanche sur case blanche d5 · Pion blanc sur case noire e5 · Cavalier blanc sur case blanche f5 · Cavalier blanc sur case noire g5 · Roi noir sur case blanche g4 · Pion blanc sur case blanche d3 · Tour blanche sur case blanche f3 · Pion blanc sur case noire g3 · Fou noir sur case noire h2 · Roi blanc sur case noire e1 · Cavalier noir sur case noire g1 · Tour noire sur case blanche h1 \| Dame blanche sur case noire h8 · Fou blanc sur case noire d6 · Tour blanche sur case blanche d5 · Pion blanc sur case noire e5 · Cavalier blanc sur case blanche f5 · Cavalier blanc sur case noire g5 · Roi noir sur case blanche g4 · Pion blanc sur case blanche d3 · Tour blanche sur case blanche f3 · Pion blanc sur case noire g3 · Fou noir sur case noire h2 · Roi blanc sur case noire e1 · Cavalier noir sur case noire g1 · Tour noire sur case blanche h1 \| Dame blanche sur case noire h8 · Fou blanc sur case noire d6 · Tour blanche sur case blanche d5 · Pion blanc sur case noire e5 · Cavalier blanc sur case blanche f5 · Cavalier blanc sur case noire g5 · Roi noir sur case blanche g4 · Pion blanc sur case blanche d3 · Tour blanche sur case blanche f3 · Pion blanc sur case noire g3 · Fou noir sur case noire h2 · Roi blanc sur case noire e1 · Cavalier noir sur case noire g1 · Tour noire sur case blanche h1 \| Dame blanche sur case noire h8 · Fou blanc sur case noire d6 · Tour blanche sur case blanche d5 · Pion blanc sur case noire e5 · Cavalier blanc sur case blanche f5 · Cavalier blanc sur case noire g5 · Roi noir sur case blanche g4 · Pion blanc sur case blanche d3 · Tour blanche sur case blanche f3 · Pion blanc sur case noire g3 · Fou noir sur case noire h2 · Roi blanc sur case noire e1 · Cavalier noir sur case noire g1 · Tour noire sur case blanche h1 \| Dame blanche sur case noire h8 · Fou blanc sur case noire d6 · Tour blanche sur case blanche d5 · Pion blanc sur case noire e5 · Cavalier blanc sur case blanche f5 · Cavalier blanc sur case noire g5 · Roi noir sur case blanche g4 · Pion blanc sur case blanche d3 · Tour blanche sur case blanche f3 · Pion blanc sur case noire g3 · Fou noir sur case noire h2 · Roi blanc sur case noire e1 · Cavalier noir sur case noire g1 · Tour noire sur case blanche h1 \| 3 \| \| 2 \| Dame blanche sur case noire h8 · Fou blanc sur case noire d6 · Tour blanche sur case blanche d5 · Pion blanc sur case noire e5 · Cavalier blanc sur case blanche f5 · Cavalier blanc sur case noire g5 · Roi noir sur case blanche g4 · Pion blanc sur case blanche d3 · Tour blanche sur case blanche f3 · Pion blanc sur case noire g3 · Fou noir sur case noire h2 · Roi blanc sur case noire e1 · Cavalier noir sur case noire g1 · Tour noire sur case blanche h1 \| Dame blanche sur case noire h8 · Fou blanc sur case noire d6 · Tour blanche sur case blanche d5 · Pion blanc sur case noire e5 · Cavalier blanc sur case blanche f5 · Cavalier blanc sur case noire g5 · Roi noir sur case blanche g4 · Pion blanc sur case blanche d3 · Tour blanche sur case blanche f3 · Pion blanc sur case noire g3 · Fou noir sur case noire h2 · Roi blanc sur case noire e1 · Cavalier noir sur case noire g1 · Tour noire sur case blanche h1 \| Dame blanche sur case noire h8 · Fou blanc sur case noire d6 · Tour blanche sur case blanche d5 · Pion blanc sur case noire e5 · Cavalier blanc sur case blanche f5 · Cavalier blanc sur case noire g5 · Roi noir sur case blanche g4 · Pion blanc sur case blanche d3 · Tour blanche sur case blanche f3 · Pion blanc sur case noire g3 · Fou noir sur case noire h2 · Roi blanc sur case noire e1 · Cavalier noir sur case noire g1 · Tour noire sur case blanche h1 \| Dame blanche sur case noire h8 · Fou blanc sur case noire d6 · Tour blanche sur case blanche d5 · Pion blanc sur case noire e5 · Cavalier blanc sur case blanche f5 · Cavalier blanc sur case noire g5 · Roi noir sur case blanche g4 · Pion blanc sur case blanche d3 · Tour blanche sur case blanche f3 · Pion blanc sur case noire g3 · Fou noir sur case noire h2 · Roi blanc sur case noire e1 · Cavalier noir sur case noire g1 · Tour noire sur case blanche h1 \| Dame blanche sur case noire h8 · Fou blanc sur case noire d6 · Tour blanche sur case blanche d5 · Pion blanc sur case noire e5 · Cavalier blanc sur case blanche f5 · Cavalier blanc sur case noire g5 · Roi noir sur case blanche g4 · Pion blanc sur case blanche d3 · Tour blanche sur case blanche f3 · Pion blanc sur case noire g3 · Fou noir sur case noire h2 · Roi blanc sur case noire e1 · Cavalier noir sur case noire g1 · Tour noire sur case blanche h1 \| Dame blanche sur case noire h8 · Fou blanc sur case noire d6 · Tour blanche sur case blanche d5 · Pion blanc sur case noire e5 · Cavalier blanc sur case blanche f5 · Cavalier blanc sur case noire g5 · Roi noir sur case blanche g4 · Pion blanc sur case blanche d3 · Tour blanche sur case blanche f3 · Pion blanc sur case noire g3 · Fou noir sur case noire h2 · Roi blanc sur case noire e1 · Cavalier noir sur case noire g1 · Tour noire sur case blanche h1 \| Dame blanche sur case noire h8 · Fou blanc sur case noire d6 · Tour blanche sur case blanche d5 · Pion blanc sur case noire e5 · Cavalier blanc sur case blanche f5 · Cavalier blanc sur case noire g5 · Roi noir sur case blanche g4 · Pion blanc sur case blanche d3 · Tour blanche sur case blanche f3 · Pion blanc sur case noire g3 · Fou noir sur case noire h2 · Roi blanc sur case noire e1 · Cavalier noir sur case noire g1 · Tour noire sur case blanche h1 \| Dame blanche sur case noire h8 · Fou blanc sur case noire d6 · Tour blanche sur case blanche d5 · Pion blanc sur case noire e5 · Cavalier blanc sur case blanche f5 · Cavalier blanc sur case noire g5 · Roi noir sur case blanche g4 · Pion blanc sur case blanche d3 · Tour blanche sur case blanche f3 · Pion blanc sur case noire g3 · Fou noir sur case noire h2 · Roi blanc sur case noire e1 · Cavalier noir sur case noire g1 · Tour noire sur case blanche h1 \| 2 \| \| 1 \| Dame blanche sur case noire h8 · Fou blanc sur case noire d6 · Tour blanche sur case blanche d5 · Pion blanc sur case noire e5 · Cavalier blanc sur case blanche f5 · Cavalier blanc sur case noire g5 · Roi noir sur case blanche g4 · Pion blanc sur case blanche d3 · Tour blanche sur case blanche f3 · Pion blanc sur case noire g3 · Fou noir sur case noire h2 · Roi blanc sur case noire e1 · Cavalier noir sur case noire g1 · Tour noire sur case blanche h1 \| Dame blanche sur case noire h8 · Fou blanc sur case noire d6 · Tour blanche sur case blanche d5 · Pion blanc sur case noire e5 · Cavalier blanc sur case blanche f5 · Cavalier blanc sur case noire g5 · Roi noir sur case blanche g4 · Pion blanc sur case blanche d3 · Tour blanche sur case blanche f3 · Pion blanc sur case noire g3 · Fou noir sur case noire h2 · Roi blanc sur case noire e1 · Cavalier noir sur case noire g1 · Tour noire sur case blanche h1 \| Dame blanche sur case noire h8 · Fou blanc sur case noire d6 · Tour blanche sur case blanche d5 · Pion blanc sur case noire e5 · Cavalier blanc sur case blanche f5 · Cavalier blanc sur case noire g5 · Roi noir sur case blanche g4 · Pion blanc sur case blanche d3 · Tour blanche sur case blanche f3 · Pion blanc sur case noire g3 · Fou noir sur case noire h2 · Roi blanc sur case noire e1 · Cavalier noir sur case noire g1 · Tour noire sur case blanche h1 \| Dame blanche sur case noire h8 · Fou blanc sur case noire d6 · Tour blanche sur case blanche d5 · Pion blanc sur case noire e5 · Cavalier blanc sur case blanche f5 · Cavalier blanc sur case noire g5 · Roi noir sur case blanche g4 · Pion blanc sur case blanche d3 · Tour blanche sur case blanche f3 · Pion blanc sur case noire g3 · Fou noir sur case noire h2 · Roi blanc sur case noire e1 · Cavalier noir sur case noire g1 · Tour noire sur case blanche h1 \| Dame blanche sur case noire h8 · Fou blanc sur case noire d6 · Tour blanche sur case blanche d5 · Pion blanc sur case noire e5 · Cavalier blanc sur case blanche f5 · Cavalier blanc sur case noire g5 · Roi noir sur case blanche g4 · Pion blanc sur case blanche d3 · Tour blanche sur case blanche f3 · Pion blanc sur case noire g3 · Fou noir sur case noire h2 · Roi blanc sur case noire e1 · Cavalier noir sur case noire g1 · Tour noire sur case blanche h1 \| Dame blanche sur case noire h8 · Fou blanc sur case noire d6 · Tour blanche sur case blanche d5 · Pion blanc sur case noire e5 · Cavalier blanc sur case blanche f5 · Cavalier blanc sur case noire g5 · Roi noir sur case blanche g4 · Pion blanc sur case blanche d3 · Tour blanche sur case blanche f3 · Pion blanc sur case noire g3 · Fou noir sur case noire h2 · Roi blanc sur case noire e1 · Cavalier noir sur case noire g1 · Tour noire sur case blanche h1 \| Dame blanche sur case noire h8 · Fou blanc sur case noire d6 · Tour blanche sur case blanche d5 · Pion blanc sur case noire e5 · Cavalier blanc sur case blanche f5 · Cavalier blanc sur case noire g5 · Roi noir sur case blanche g4 · Pion blanc sur case blanche d3 · Tour blanche sur case blanche f3 · Pion blanc sur case noire g3 · Fou noir sur case noire h2 · Roi blanc sur case noire e1 · Cavalier noir sur case noire g1 · Tour noire sur case blanche h1 \| Dame blanche sur case noire h8 · Fou blanc sur case noire d6 · Tour blanche sur case blanche d5 · Pion blanc sur case noire e5 · Cavalier blanc sur case blanche f5 · Cavalier blanc sur case noire g5 · Roi noir sur case blanche g4 · Pion blanc sur case blanche d3 · Tour blanche sur case blanche f3 · Pion blanc sur case noire g3 · Fou noir sur case noire h2 · Roi blanc sur case noire e1 · Cavalier noir sur case noire g1 · Tour noire sur case blanche h1 \| 1 \| \| \| a \| b \| c \| d \| e \| f \| g \| h \| \| Mat aidé de série en 10 coups | - Solution : 1. Rxg5! 2. Rg4 3. Rxf3! 4. Rg4 5. Rxf5! 6. Rg4 7. Rxg3! 8. Rg4 9. Fxe5! 10.Fh2 Dh5 mat | | | | | | | |   |
| | a | b | c | d | e | f | g | h |   |
| 8 | Dame blanche sur case noire h8 · Fou blanc sur case noire d6 · Tour blanche sur case blanche d5 · Pion blanc sur case noire e5 · Cavalier blanc sur case blanche f5 · Cavalier blanc sur case noire g5 · Roi noir sur case blanche g4 · Pion blanc sur case blanche d3 · Tour blanche sur case blanche f3 · Pion blanc sur case noire g3 · Fou noir sur case noire h2 · Roi blanc sur case noire e1 · Cavalier noir sur case noire g1 · Tour noire sur case blanche h1 | Dame blanche sur case noire h8 · Fou blanc sur case noire d6 · Tour blanche sur case blanche d5 · Pion blanc sur case noire e5 · Cavalier blanc sur case blanche f5 · Cavalier blanc sur case noire g5 · Roi noir sur case blanche g4 · Pion blanc sur case blanche d3 · Tour blanche sur case blanche f3 · Pion blanc sur case noire g3 · Fou noir sur case noire h2 · Roi blanc sur case noire e1 · Cavalier noir sur case noire g1 · Tour noire sur case blanche h1 | Dame blanche sur case noire h8 · Fou blanc sur case noire d6 · Tour blanche sur case blanche d5 · Pion blanc sur case noire e5 · Cavalier blanc sur case blanche f5 · Cavalier blanc sur case noire g5 · Roi noir sur case blanche g4 · Pion blanc sur case blanche d3 · Tour blanche sur case blanche f3 · Pion blanc sur case noire g3 · Fou noir sur case noire h2 · Roi blanc sur case noire e1 · Cavalier noir sur case noire g1 · Tour noire sur case blanche h1 | Dame blanche sur case noire h8 · Fou blanc sur case noire d6 · Tour blanche sur case blanche d5 · Pion blanc sur case noire e5 · Cavalier blanc sur case blanche f5 · Cavalier blanc sur case noire g5 · Roi noir sur case blanche g4 · Pion blanc sur case blanche d3 · Tour blanche sur case blanche f3 · Pion blanc sur case noire g3 · Fou noir sur case noire h2 · Roi blanc sur case noire e1 · Cavalier noir sur case noire g1 · Tour noire sur case blanche h1 | Dame blanche sur case noire h8 · Fou blanc sur case noire d6 · Tour blanche sur case blanche d5 · Pion blanc sur case noire e5 · Cavalier blanc sur case blanche f5 · Cavalier blanc sur case noire g5 · Roi noir sur case blanche g4 · Pion blanc sur case blanche d3 · Tour blanche sur case blanche f3 · Pion blanc sur case noire g3 · Fou noir sur case noire h2 · Roi blanc sur case noire e1 · Cavalier noir sur case noire g1 · Tour noire sur case blanche h1 | Dame blanche sur case noire h8 · Fou blanc sur case noire d6 · Tour blanche sur case blanche d5 · Pion blanc sur case noire e5 · Cavalier blanc sur case blanche f5 · Cavalier blanc sur case noire g5 · Roi noir sur case blanche g4 · Pion blanc sur case blanche d3 · Tour blanche sur case blanche f3 · Pion blanc sur case noire g3 · Fou noir sur case noire h2 · Roi blanc sur case noire e1 · Cavalier noir sur case noire g1 · Tour noire sur case blanche h1 | Dame blanche sur case noire h8 · Fou blanc sur case noire d6 · Tour blanche sur case blanche d5 · Pion blanc sur case noire e5 · Cavalier blanc sur case blanche f5 · Cavalier blanc sur case noire g5 · Roi noir sur case blanche g4 · Pion blanc sur case blanche d3 · Tour blanche sur case blanche f3 · Pion blanc sur case noire g3 · Fou noir sur case noire h2 · Roi blanc sur case noire e1 · Cavalier noir sur case noire g1 · Tour noire sur case blanche h1 | Dame blanche sur case noire h8 · Fou blanc sur case noire d6 · Tour blanche sur case blanche d5 · Pion blanc sur case noire e5 · Cavalier blanc sur case blanche f5 · Cavalier blanc sur case noire g5 · Roi noir sur case blanche g4 · Pion blanc sur case blanche d3 · Tour blanche sur case blanche f3 · Pion blanc sur case noire g3 · Fou noir sur case noire h2 · Roi blanc sur case noire e1 · Cavalier noir sur case noire g1 · Tour noire sur case blanche h1 | 8 |
| 7 | Dame blanche sur case noire h8 · Fou blanc sur case noire d6 · Tour blanche sur case blanche d5 · Pion blanc sur case noire e5 · Cavalier blanc sur case blanche f5 · Cavalier blanc sur case noire g5 · Roi noir sur case blanche g4 · Pion blanc sur case blanche d3 · Tour blanche sur case blanche f3 · Pion blanc sur case noire g3 · Fou noir sur case noire h2 · Roi blanc sur case noire e1 · Cavalier noir sur case noire g1 · Tour noire sur case blanche h1 | Dame blanche sur case noire h8 · Fou blanc sur case noire d6 · Tour blanche sur case blanche d5 · Pion blanc sur case noire e5 · Cavalier blanc sur case blanche f5 · Cavalier blanc sur case noire g5 · Roi noir sur case blanche g4 · Pion blanc sur case blanche d3 · Tour blanche sur case blanche f3 · Pion blanc sur case noire g3 · Fou noir sur case noire h2 · Roi blanc sur case noire e1 · Cavalier noir sur case noire g1 · Tour noire sur case blanche h1 | Dame blanche sur case noire h8 · Fou blanc sur case noire d6 · Tour blanche sur case blanche d5 · Pion blanc sur case noire e5 · Cavalier blanc sur case blanche f5 · Cavalier blanc sur case noire g5 · Roi noir sur case blanche g4 · Pion blanc sur case blanche d3 · Tour blanche sur case blanche f3 · Pion blanc sur case noire g3 · Fou noir sur case noire h2 · Roi blanc sur case noire e1 · Cavalier noir sur case noire g1 · Tour noire sur case blanche h1 | Dame blanche sur case noire h8 · Fou blanc sur case noire d6 · Tour blanche sur case blanche d5 · Pion blanc sur case noire e5 · Cavalier blanc sur case blanche f5 · Cavalier blanc sur case noire g5 · Roi noir sur case blanche g4 · Pion blanc sur case blanche d3 · Tour blanche sur case blanche f3 · Pion blanc sur case noire g3 · Fou noir sur case noire h2 · Roi blanc sur case noire e1 · Cavalier noir sur case noire g1 · Tour noire sur case blanche h1 | Dame blanche sur case noire h8 · Fou blanc sur case noire d6 · Tour blanche sur case blanche d5 · Pion blanc sur case noire e5 · Cavalier blanc sur case blanche f5 · Cavalier blanc sur case noire g5 · Roi noir sur case blanche g4 · Pion blanc sur case blanche d3 · Tour blanche sur case blanche f3 · Pion blanc sur case noire g3 · Fou noir sur case noire h2 · Roi blanc sur case noire e1 · Cavalier noir sur case noire g1 · Tour noire sur case blanche h1 | Dame blanche sur case noire h8 · Fou blanc sur case noire d6 · Tour blanche sur case blanche d5 · Pion blanc sur case noire e5 · Cavalier blanc sur case blanche f5 · Cavalier blanc sur case noire g5 · Roi noir sur case blanche g4 · Pion blanc sur case blanche d3 · Tour blanche sur case blanche f3 · Pion blanc sur case noire g3 · Fou noir sur case noire h2 · Roi blanc sur case noire e1 · Cavalier noir sur case noire g1 · Tour noire sur case blanche h1 | Dame blanche sur case noire h8 · Fou blanc sur case noire d6 · Tour blanche sur case blanche d5 · Pion blanc sur case noire e5 · Cavalier blanc sur case blanche f5 · Cavalier blanc sur case noire g5 · Roi noir sur case blanche g4 · Pion blanc sur case blanche d3 · Tour blanche sur case blanche f3 · Pion blanc sur case noire g3 · Fou noir sur case noire h2 · Roi blanc sur case noire e1 · Cavalier noir sur case noire g1 · Tour noire sur case blanche h1 | Dame blanche sur case noire h8 · Fou blanc sur case noire d6 · Tour blanche sur case blanche d5 · Pion blanc sur case noire e5 · Cavalier blanc sur case blanche f5 · Cavalier blanc sur case noire g5 · Roi noir sur case blanche g4 · Pion blanc sur case blanche d3 · Tour blanche sur case blanche f3 · Pion blanc sur case noire g3 · Fou noir sur case noire h2 · Roi blanc sur case noire e1 · Cavalier noir sur case noire g1 · Tour noire sur case blanche h1 | 7 |
| 6 | Dame blanche sur case noire h8 · Fou blanc sur case noire d6 · Tour blanche sur case blanche d5 · Pion blanc sur case noire e5 · Cavalier blanc sur case blanche f5 · Cavalier blanc sur case noire g5 · Roi noir sur case blanche g4 · Pion blanc sur case blanche d3 · Tour blanche sur case blanche f3 · Pion blanc sur case noire g3 · Fou noir sur case noire h2 · Roi blanc sur case noire e1 · Cavalier noir sur case noire g1 · Tour noire sur case blanche h1 | Dame blanche sur case noire h8 · Fou blanc sur case noire d6 · Tour blanche sur case blanche d5 · Pion blanc sur case noire e5 · Cavalier blanc sur case blanche f5 · Cavalier blanc sur case noire g5 · Roi noir sur case blanche g4 · Pion blanc sur case blanche d3 · Tour blanche sur case blanche f3 · Pion blanc sur case noire g3 · Fou noir sur case noire h2 · Roi blanc sur case noire e1 · Cavalier noir sur case noire g1 · Tour noire sur case blanche h1 | Dame blanche sur case noire h8 · Fou blanc sur case noire d6 · Tour blanche sur case blanche d5 · Pion blanc sur case noire e5 · Cavalier blanc sur case blanche f5 · Cavalier blanc sur case noire g5 · Roi noir sur case blanche g4 · Pion blanc sur case blanche d3 · Tour blanche sur case blanche f3 · Pion blanc sur case noire g3 · Fou noir sur case noire h2 · Roi blanc sur case noire e1 · Cavalier noir sur case noire g1 · Tour noire sur case blanche h1 | Dame blanche sur case noire h8 · Fou blanc sur case noire d6 · Tour blanche sur case blanche d5 · Pion blanc sur case noire e5 · Cavalier blanc sur case blanche f5 · Cavalier blanc sur case noire g5 · Roi noir sur case blanche g4 · Pion blanc sur case blanche d3 · Tour blanche sur case blanche f3 · Pion blanc sur case noire g3 · Fou noir sur case noire h2 · Roi blanc sur case noire e1 · Cavalier noir sur case noire g1 · Tour noire sur case blanche h1 | Dame blanche sur case noire h8 · Fou blanc sur case noire d6 · Tour blanche sur case blanche d5 · Pion blanc sur case noire e5 · Cavalier blanc sur case blanche f5 · Cavalier blanc sur case noire g5 · Roi noir sur case blanche g4 · Pion blanc sur case blanche d3 · Tour blanche sur case blanche f3 · Pion blanc sur case noire g3 · Fou noir sur case noire h2 · Roi blanc sur case noire e1 · Cavalier noir sur case noire g1 · Tour noire sur case blanche h1 | Dame blanche sur case noire h8 · Fou blanc sur case noire d6 · Tour blanche sur case blanche d5 · Pion blanc sur case noire e5 · Cavalier blanc sur case blanche f5 · Cavalier blanc sur case noire g5 · Roi noir sur case blanche g4 · Pion blanc sur case blanche d3 · Tour blanche sur case blanche f3 · Pion blanc sur case noire g3 · Fou noir sur case noire h2 · Roi blanc sur case noire e1 · Cavalier noir sur case noire g1 · Tour noire sur case blanche h1 | Dame blanche sur case noire h8 · Fou blanc sur case noire d6 · Tour blanche sur case blanche d5 · Pion blanc sur case noire e5 · Cavalier blanc sur case blanche f5 · Cavalier blanc sur case noire g5 · Roi noir sur case blanche g4 · Pion blanc sur case blanche d3 · Tour blanche sur case blanche f3 · Pion blanc sur case noire g3 · Fou noir sur case noire h2 · Roi blanc sur case noire e1 · Cavalier noir sur case noire g1 · Tour noire sur case blanche h1 | Dame blanche sur case noire h8 · Fou blanc sur case noire d6 · Tour blanche sur case blanche d5 · Pion blanc sur case noire e5 · Cavalier blanc sur case blanche f5 · Cavalier blanc sur case noire g5 · Roi noir sur case blanche g4 · Pion blanc sur case blanche d3 · Tour blanche sur case blanche f3 · Pion blanc sur case noire g3 · Fou noir sur case noire h2 · Roi blanc sur case noire e1 · Cavalier noir sur case noire g1 · Tour noire sur case blanche h1 | 6 |
| 5 | Dame blanche sur case noire h8 · Fou blanc sur case noire d6 · Tour blanche sur case blanche d5 · Pion blanc sur case noire e5 · Cavalier blanc sur case blanche f5 · Cavalier blanc sur case noire g5 · Roi noir sur case blanche g4 · Pion blanc sur case blanche d3 · Tour blanche sur case blanche f3 · Pion blanc sur case noire g3 · Fou noir sur case noire h2 · Roi blanc sur case noire e1 · Cavalier noir sur case noire g1 · Tour noire sur case blanche h1 | Dame blanche sur case noire h8 · Fou blanc sur case noire d6 · Tour blanche sur case blanche d5 · Pion blanc sur case noire e5 · Cavalier blanc sur case blanche f5 · Cavalier blanc sur case noire g5 · Roi noir sur case blanche g4 · Pion blanc sur case blanche d3 · Tour blanche sur case blanche f3 · Pion blanc sur case noire g3 · Fou noir sur case noire h2 · Roi blanc sur case noire e1 · Cavalier noir sur case noire g1 · Tour noire sur case blanche h1 | Dame blanche sur case noire h8 · Fou blanc sur case noire d6 · Tour blanche sur case blanche d5 · Pion blanc sur case noire e5 · Cavalier blanc sur case blanche f5 · Cavalier blanc sur case noire g5 · Roi noir sur case blanche g4 · Pion blanc sur case blanche d3 · Tour blanche sur case blanche f3 · Pion blanc sur case noire g3 · Fou noir sur case noire h2 · Roi blanc sur case noire e1 · Cavalier noir sur case noire g1 · Tour noire sur case blanche h1 | Dame blanche sur case noire h8 · Fou blanc sur case noire d6 · Tour blanche sur case blanche d5 · Pion blanc sur case noire e5 · Cavalier blanc sur case blanche f5 · Cavalier blanc sur case noire g5 · Roi noir sur case blanche g4 · Pion blanc sur case blanche d3 · Tour blanche sur case blanche f3 · Pion blanc sur case noire g3 · Fou noir sur case noire h2 · Roi blanc sur case noire e1 · Cavalier noir sur case noire g1 · Tour noire sur case blanche h1 | Dame blanche sur case noire h8 · Fou blanc sur case noire d6 · Tour blanche sur case blanche d5 · Pion blanc sur case noire e5 · Cavalier blanc sur case blanche f5 · Cavalier blanc sur case noire g5 · Roi noir sur case blanche g4 · Pion blanc sur case blanche d3 · Tour blanche sur case blanche f3 · Pion blanc sur case noire g3 · Fou noir sur case noire h2 · Roi blanc sur case noire e1 · Cavalier noir sur case noire g1 · Tour noire sur case blanche h1 | Dame blanche sur case noire h8 · Fou blanc sur case noire d6 · Tour blanche sur case blanche d5 · Pion blanc sur case noire e5 · Cavalier blanc sur case blanche f5 · Cavalier blanc sur case noire g5 · Roi noir sur case blanche g4 · Pion blanc sur case blanche d3 · Tour blanche sur case blanche f3 · Pion blanc sur case noire g3 · Fou noir sur case noire h2 · Roi blanc sur case noire e1 · Cavalier noir sur case noire g1 · Tour noire sur case blanche h1 | Dame blanche sur case noire h8 · Fou blanc sur case noire d6 · Tour blanche sur case blanche d5 · Pion blanc sur case noire e5 · Cavalier blanc sur case blanche f5 · Cavalier blanc sur case noire g5 · Roi noir sur case blanche g4 · Pion blanc sur case blanche d3 · Tour blanche sur case blanche f3 · Pion blanc sur case noire g3 · Fou noir sur case noire h2 · Roi blanc sur case noire e1 · Cavalier noir sur case noire g1 · Tour noire sur case blanche h1 | Dame blanche sur case noire h8 · Fou blanc sur case noire d6 · Tour blanche sur case blanche d5 · Pion blanc sur case noire e5 · Cavalier blanc sur case blanche f5 · Cavalier blanc sur case noire g5 · Roi noir sur case blanche g4 · Pion blanc sur case blanche d3 · Tour blanche sur case blanche f3 · Pion blanc sur case noire g3 · Fou noir sur case noire h2 · Roi blanc sur case noire e1 · Cavalier noir sur case noire g1 · Tour noire sur case blanche h1 | 5 |
| 4 | Dame blanche sur case noire h8 · Fou blanc sur case noire d6 · Tour blanche sur case blanche d5 · Pion blanc sur case noire e5 · Cavalier blanc sur case blanche f5 · Cavalier blanc sur case noire g5 · Roi noir sur case blanche g4 · Pion blanc sur case blanche d3 · Tour blanche sur case blanche f3 · Pion blanc sur case noire g3 · Fou noir sur case noire h2 · Roi blanc sur case noire e1 · Cavalier noir sur case noire g1 · Tour noire sur case blanche h1 | Dame blanche sur case noire h8 · Fou blanc sur case noire d6 · Tour blanche sur case blanche d5 · Pion blanc sur case noire e5 · Cavalier blanc sur case blanche f5 · Cavalier blanc sur case noire g5 · Roi noir sur case blanche g4 · Pion blanc sur case blanche d3 · Tour blanche sur case blanche f3 · Pion blanc sur case noire g3 · Fou noir sur case noire h2 · Roi blanc sur case noire e1 · Cavalier noir sur case noire g1 · Tour noire sur case blanche h1 | Dame blanche sur case noire h8 · Fou blanc sur case noire d6 · Tour blanche sur case blanche d5 · Pion blanc sur case noire e5 · Cavalier blanc sur case blanche f5 · Cavalier blanc sur case noire g5 · Roi noir sur case blanche g4 · Pion blanc sur case blanche d3 · Tour blanche sur case blanche f3 · Pion blanc sur case noire g3 · Fou noir sur case noire h2 · Roi blanc sur case noire e1 · Cavalier noir sur case noire g1 · Tour noire sur case blanche h1 | Dame blanche sur case noire h8 · Fou blanc sur case noire d6 · Tour blanche sur case blanche d5 · Pion blanc sur case noire e5 · Cavalier blanc sur case blanche f5 · Cavalier blanc sur case noire g5 · Roi noir sur case blanche g4 · Pion blanc sur case blanche d3 · Tour blanche sur case blanche f3 · Pion blanc sur case noire g3 · Fou noir sur case noire h2 · Roi blanc sur case noire e1 · Cavalier noir sur case noire g1 · Tour noire sur case blanche h1 | Dame blanche sur case noire h8 · Fou blanc sur case noire d6 · Tour blanche sur case blanche d5 · Pion blanc sur case noire e5 · Cavalier blanc sur case blanche f5 · Cavalier blanc sur case noire g5 · Roi noir sur case blanche g4 · Pion blanc sur case blanche d3 · Tour blanche sur case blanche f3 · Pion blanc sur case noire g3 · Fou noir sur case noire h2 · Roi blanc sur case noire e1 · Cavalier noir sur case noire g1 · Tour noire sur case blanche h1 | Dame blanche sur case noire h8 · Fou blanc sur case noire d6 · Tour blanche sur case blanche d5 · Pion blanc sur case noire e5 · Cavalier blanc sur case blanche f5 · Cavalier blanc sur case noire g5 · Roi noir sur case blanche g4 · Pion blanc sur case blanche d3 · Tour blanche sur case blanche f3 · Pion blanc sur case noire g3 · Fou noir sur case noire h2 · Roi blanc sur case noire e1 · Cavalier noir sur case noire g1 · Tour noire sur case blanche h1 | Dame blanche sur case noire h8 · Fou blanc sur case noire d6 · Tour blanche sur case blanche d5 · Pion blanc sur case noire e5 · Cavalier blanc sur case blanche f5 · Cavalier blanc sur case noire g5 · Roi noir sur case blanche g4 · Pion blanc sur case blanche d3 · Tour blanche sur case blanche f3 · Pion blanc sur case noire g3 · Fou noir sur case noire h2 · Roi blanc sur case noire e1 · Cavalier noir sur case noire g1 · Tour noire sur case blanche h1 | Dame blanche sur case noire h8 · Fou blanc sur case noire d6 · Tour blanche sur case blanche d5 · Pion blanc sur case noire e5 · Cavalier blanc sur case blanche f5 · Cavalier blanc sur case noire g5 · Roi noir sur case blanche g4 · Pion blanc sur case blanche d3 · Tour blanche sur case blanche f3 · Pion blanc sur case noire g3 · Fou noir sur case noire h2 · Roi blanc sur case noire e1 · Cavalier noir sur case noire g1 · Tour noire sur case blanche h1 | 4 |
| 3 | Dame blanche sur case noire h8 · Fou blanc sur case noire d6 · Tour blanche sur case blanche d5 · Pion blanc sur case noire e5 · Cavalier blanc sur case blanche f5 · Cavalier blanc sur case noire g5 · Roi noir sur case blanche g4 · Pion blanc sur case blanche d3 · Tour blanche sur case blanche f3 · Pion blanc sur case noire g3 · Fou noir sur case noire h2 · Roi blanc sur case noire e1 · Cavalier noir sur case noire g1 · Tour noire sur case blanche h1 | Dame blanche sur case noire h8 · Fou blanc sur case noire d6 · Tour blanche sur case blanche d5 · Pion blanc sur case noire e5 · Cavalier blanc sur case blanche f5 · Cavalier blanc sur case noire g5 · Roi noir sur case blanche g4 · Pion blanc sur case blanche d3 · Tour blanche sur case blanche f3 · Pion blanc sur case noire g3 · Fou noir sur case noire h2 · Roi blanc sur case noire e1 · Cavalier noir sur case noire g1 · Tour noire sur case blanche h1 | Dame blanche sur case noire h8 · Fou blanc sur case noire d6 · Tour blanche sur case blanche d5 · Pion blanc sur case noire e5 · Cavalier blanc sur case blanche f5 · Cavalier blanc sur case noire g5 · Roi noir sur case blanche g4 · Pion blanc sur case blanche d3 · Tour blanche sur case blanche f3 · Pion blanc sur case noire g3 · Fou noir sur case noire h2 · Roi blanc sur case noire e1 · Cavalier noir sur case noire g1 · Tour noire sur case blanche h1 | Dame blanche sur case noire h8 · Fou blanc sur case noire d6 · Tour blanche sur case blanche d5 · Pion blanc sur case noire e5 · Cavalier blanc sur case blanche f5 · Cavalier blanc sur case noire g5 · Roi noir sur case blanche g4 · Pion blanc sur case blanche d3 · Tour blanche sur case blanche f3 · Pion blanc sur case noire g3 · Fou noir sur case noire h2 · Roi blanc sur case noire e1 · Cavalier noir sur case noire g1 · Tour noire sur case blanche h1 | Dame blanche sur case noire h8 · Fou blanc sur case noire d6 · Tour blanche sur case blanche d5 · Pion blanc sur case noire e5 · Cavalier blanc sur case blanche f5 · Cavalier blanc sur case noire g5 · Roi noir sur case blanche g4 · Pion blanc sur case blanche d3 · Tour blanche sur case blanche f3 · Pion blanc sur case noire g3 · Fou noir sur case noire h2 · Roi blanc sur case noire e1 · Cavalier noir sur case noire g1 · Tour noire sur case blanche h1 | Dame blanche sur case noire h8 · Fou blanc sur case noire d6 · Tour blanche sur case blanche d5 · Pion blanc sur case noire e5 · Cavalier blanc sur case blanche f5 · Cavalier blanc sur case noire g5 · Roi noir sur case blanche g4 · Pion blanc sur case blanche d3 · Tour blanche sur case blanche f3 · Pion blanc sur case noire g3 · Fou noir sur case noire h2 · Roi blanc sur case noire e1 · Cavalier noir sur case noire g1 · Tour noire sur case blanche h1 | Dame blanche sur case noire h8 · Fou blanc sur case noire d6 · Tour blanche sur case blanche d5 · Pion blanc sur case noire e5 · Cavalier blanc sur case blanche f5 · Cavalier blanc sur case noire g5 · Roi noir sur case blanche g4 · Pion blanc sur case blanche d3 · Tour blanche sur case blanche f3 · Pion blanc sur case noire g3 · Fou noir sur case noire h2 · Roi blanc sur case noire e1 · Cavalier noir sur case noire g1 · Tour noire sur case blanche h1 | Dame blanche sur case noire h8 · Fou blanc sur case noire d6 · Tour blanche sur case blanche d5 · Pion blanc sur case noire e5 · Cavalier blanc sur case blanche f5 · Cavalier blanc sur case noire g5 · Roi noir sur case blanche g4 · Pion blanc sur case blanche d3 · Tour blanche sur case blanche f3 · Pion blanc sur case noire g3 · Fou noir sur case noire h2 · Roi blanc sur case noire e1 · Cavalier noir sur case noire g1 · Tour noire sur case blanche h1 | 3 |
| 2 | Dame blanche sur case noire h8 · Fou blanc sur case noire d6 · Tour blanche sur case blanche d5 · Pion blanc sur case noire e5 · Cavalier blanc sur case blanche f5 · Cavalier blanc sur case noire g5 · Roi noir sur case blanche g4 · Pion blanc sur case blanche d3 · Tour blanche sur case blanche f3 · Pion blanc sur case noire g3 · Fou noir sur case noire h2 · Roi blanc sur case noire e1 · Cavalier noir sur case noire g1 · Tour noire sur case blanche h1 | Dame blanche sur case noire h8 · Fou blanc sur case noire d6 · Tour blanche sur case blanche d5 · Pion blanc sur case noire e5 · Cavalier blanc sur case blanche f5 · Cavalier blanc sur case noire g5 · Roi noir sur case blanche g4 · Pion blanc sur case blanche d3 · Tour blanche sur case blanche f3 · Pion blanc sur case noire g3 · Fou noir sur case noire h2 · Roi blanc sur case noire e1 · Cavalier noir sur case noire g1 · Tour noire sur case blanche h1 | Dame blanche sur case noire h8 · Fou blanc sur case noire d6 · Tour blanche sur case blanche d5 · Pion blanc sur case noire e5 · Cavalier blanc sur case blanche f5 · Cavalier blanc sur case noire g5 · Roi noir sur case blanche g4 · Pion blanc sur case blanche d3 · Tour blanche sur case blanche f3 · Pion blanc sur case noire g3 · Fou noir sur case noire h2 · Roi blanc sur case noire e1 · Cavalier noir sur case noire g1 · Tour noire sur case blanche h1 | Dame blanche sur case noire h8 · Fou blanc sur case noire d6 · Tour blanche sur case blanche d5 · Pion blanc sur case noire e5 · Cavalier blanc sur case blanche f5 · Cavalier blanc sur case noire g5 · Roi noir sur case blanche g4 · Pion blanc sur case blanche d3 · Tour blanche sur case blanche f3 · Pion blanc sur case noire g3 · Fou noir sur case noire h2 · Roi blanc sur case noire e1 · Cavalier noir sur case noire g1 · Tour noire sur case blanche h1 | Dame blanche sur case noire h8 · Fou blanc sur case noire d6 · Tour blanche sur case blanche d5 · Pion blanc sur case noire e5 · Cavalier blanc sur case blanche f5 · Cavalier blanc sur case noire g5 · Roi noir sur case blanche g4 · Pion blanc sur case blanche d3 · Tour blanche sur case blanche f3 · Pion blanc sur case noire g3 · Fou noir sur case noire h2 · Roi blanc sur case noire e1 · Cavalier noir sur case noire g1 · Tour noire sur case blanche h1 | Dame blanche sur case noire h8 · Fou blanc sur case noire d6 · Tour blanche sur case blanche d5 · Pion blanc sur case noire e5 · Cavalier blanc sur case blanche f5 · Cavalier blanc sur case noire g5 · Roi noir sur case blanche g4 · Pion blanc sur case blanche d3 · Tour blanche sur case blanche f3 · Pion blanc sur case noire g3 · Fou noir sur case noire h2 · Roi blanc sur case noire e1 · Cavalier noir sur case noire g1 · Tour noire sur case blanche h1 | Dame blanche sur case noire h8 · Fou blanc sur case noire d6 · Tour blanche sur case blanche d5 · Pion blanc sur case noire e5 · Cavalier blanc sur case blanche f5 · Cavalier blanc sur case noire g5 · Roi noir sur case blanche g4 · Pion blanc sur case blanche d3 · Tour blanche sur case blanche f3 · Pion blanc sur case noire g3 · Fou noir sur case noire h2 · Roi blanc sur case noire e1 · Cavalier noir sur case noire g1 · Tour noire sur case blanche h1 | Dame blanche sur case noire h8 · Fou blanc sur case noire d6 · Tour blanche sur case blanche d5 · Pion blanc sur case noire e5 · Cavalier blanc sur case blanche f5 · Cavalier blanc sur case noire g5 · Roi noir sur case blanche g4 · Pion blanc sur case blanche d3 · Tour blanche sur case blanche f3 · Pion blanc sur case noire g3 · Fou noir sur case noire h2 · Roi blanc sur case noire e1 · Cavalier noir sur case noire g1 · Tour noire sur case blanche h1 | 2 |
| 1 | Dame blanche sur case noire h8 · Fou blanc sur case noire d6 · Tour blanche sur case blanche d5 · Pion blanc sur case noire e5 · Cavalier blanc sur case blanche f5 · Cavalier blanc sur case noire g5 · Roi noir sur case blanche g4 · Pion blanc sur case blanche d3 · Tour blanche sur case blanche f3 · Pion blanc sur case noire g3 · Fou noir sur case noire h2 · Roi blanc sur case noire e1 · Cavalier noir sur case noire g1 · Tour noire sur case blanche h1 | Dame blanche sur case noire h8 · Fou blanc sur case noire d6 · Tour blanche sur case blanche d5 · Pion blanc sur case noire e5 · Cavalier blanc sur case blanche f5 · Cavalier blanc sur case noire g5 · Roi noir sur case blanche g4 · Pion blanc sur case blanche d3 · Tour blanche sur case blanche f3 · Pion blanc sur case noire g3 · Fou noir sur case noire h2 · Roi blanc sur case noire e1 · Cavalier noir sur case noire g1 · Tour noire sur case blanche h1 | Dame blanche sur case noire h8 · Fou blanc sur case noire d6 · Tour blanche sur case blanche d5 · Pion blanc sur case noire e5 · Cavalier blanc sur case blanche f5 · Cavalier blanc sur case noire g5 · Roi noir sur case blanche g4 · Pion blanc sur case blanche d3 · Tour blanche sur case blanche f3 · Pion blanc sur case noire g3 · Fou noir sur case noire h2 · Roi blanc sur case noire e1 · Cavalier noir sur case noire g1 · Tour noire sur case blanche h1 | Dame blanche sur case noire h8 · Fou blanc sur case noire d6 · Tour blanche sur case blanche d5 · Pion blanc sur case noire e5 · Cavalier blanc sur case blanche f5 · Cavalier blanc sur case noire g5 · Roi noir sur case blanche g4 · Pion blanc sur case blanche d3 · Tour blanche sur case blanche f3 · Pion blanc sur case noire g3 · Fou noir sur case noire h2 · Roi blanc sur case noire e1 · Cavalier noir sur case noire g1 · Tour noire sur case blanche h1 | Dame blanche sur case noire h8 · Fou blanc sur case noire d6 · Tour blanche sur case blanche d5 · Pion blanc sur case noire e5 · Cavalier blanc sur case blanche f5 · Cavalier blanc sur case noire g5 · Roi noir sur case blanche g4 · Pion blanc sur case blanche d3 · Tour blanche sur case blanche f3 · Pion blanc sur case noire g3 · Fou noir sur case noire h2 · Roi blanc sur case noire e1 · Cavalier noir sur case noire g1 · Tour noire sur case blanche h1 | Dame blanche sur case noire h8 · Fou blanc sur case noire d6 · Tour blanche sur case blanche d5 · Pion blanc sur case noire e5 · Cavalier blanc sur case blanche f5 · Cavalier blanc sur case noire g5 · Roi noir sur case blanche g4 · Pion blanc sur case blanche d3 · Tour blanche sur case blanche f3 · Pion blanc sur case noire g3 · Fou noir sur case noire h2 · Roi blanc sur case noire e1 · Cavalier noir sur case noire g1 · Tour noire sur case blanche h1 | Dame blanche sur case noire h8 · Fou blanc sur case noire d6 · Tour blanche sur case blanche d5 · Pion blanc sur case noire e5 · Cavalier blanc sur case blanche f5 · Cavalier blanc sur case noire g5 · Roi noir sur case blanche g4 · Pion blanc sur case blanche d3 · Tour blanche sur case blanche f3 · Pion blanc sur case noire g3 · Fou noir sur case noire h2 · Roi blanc sur case noire e1 · Cavalier noir sur case noire g1 · Tour noire sur case blanche h1 | Dame blanche sur case noire h8 · Fou blanc sur case noire d6 · Tour blanche sur case blanche d5 · Pion blanc sur case noire e5 · Cavalier blanc sur case blanche f5 · Cavalier blanc sur case noire g5 · Roi noir sur case blanche g4 · Pion blanc sur case blanche d3 · Tour blanche sur case blanche f3 · Pion blanc sur case noire g3 · Fou noir sur case noire h2 · Roi blanc sur case noire e1 · Cavalier noir sur case noire g1 · Tour noire sur case blanche h1 | 1 |
| | a | b | c | d | e | f | g | h |   |

(Source : Claude Wiedenhoff, « Album FIDE 1980-1982 », Europe Échecs, mars 1989, n° 363, p. 67)